# Temi LGBT nella letteratura

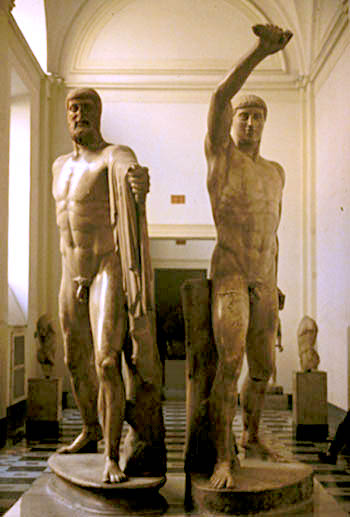
Armodio e Aristogitone, i due amanti tirannicidi.

Tematiche associate all'omosessualità, alla bisessualità e alla transessualità sono presenti in letteratura fin dai suoi albori, diventando via via sempre più frequentate nei libri contemporanei.
In tutte queste opere è possibile distinguere, a tal riguardo, due differenti percezioni di sentimento: un punto di vista eminentemente esterno, che affronta cioè il tema della percezione e del giudizio pubblico, per lo più negativo; ed un punto di vista interno o più intimo, in cui si evoca il sentimento amoroso o la quotidianità esistenziale delle stesse persone LGBT. Ciò appare ad esempio in molti tra i maggiori capolavori della letteratura occidentale.
L'utilizzo dell'acronimo L.G.B.T., coniato in epoca contemporanea, consente l'inserimento di temi e specificità letterarie che vengono ad influenzare il campo dell'omoerotismo (quell'erotismo che esula dalla sfera dell'eterosessualità) e dei relativi sentimenti interconnessi, quel sentire erotico appartenente quindi a persone lesbiche, gay, bisessuali e transgender; compresi anche quei discorsi narrativi incentrati sul coming out, sull'omosessualità adolescenziale, sull'indeterminatezza fisica o androginia, sull'omofobia ed infine anche sulla violenza contro le persone LGBT.
Nell'antichità la relazione anche (ma non solo) erotica tra persone dello stesso sesso, spesso sotto forma di sistema iniziatico-pedagogico rifacentesi alla pederastia (su tutti il rapporto uomo adulto/erastes con un maschio adolescente/eromenos) era considerato alquanto naturale, fase di passaggio e crescita necessaria e indispensabile alla creazione del buon cittadino e del bravo soldato.
La Sacra Bibbia pare menzionare l'omosessualità maschile attraverso la storia di Sodoma - da cui il termine sodomia per indicare specificamente il sesso anale - e Gomorra raccontata nel Libro della Genesi, dandole una valenza estremamente negativa e di condanna senza appello; tale testo, impostato religiosamente, ha fortemente influenzato l'intera civiltà occidentale europea di matrice cristiana e la letteratura medievale, giungendo in certi casi alla censura delle opere che osavano parlare con schiettezza di omosessualità e alla persecuzione dei loro autori.
La situazione di proibizione dell'epoca ha parzialmente contribuito alla nascita del romanzo libertino nel XVIII secolo e allo sviluppo clandestino della letteratura erotica nei secoli. Al giorno d'oggi questi argomenti vengono invece affrontati e discussi più di frequente ed in maniera relativamente più aperta rispetto al passato, in particolare attraverso l'emergere di personaggi LGBT praticamente in tutte le categorie della letteratura, ma anche nella cultura di massa in genere e nel mondo del fumetto (vedi l'omosessualità nei fumetti), oltre che in altri ambiti artistici (uno su tutti l'omosessualità nel cinema).
Una panoramica di questi temi, nel decorso storico della letteratura può anche in parte ben illustrare il cambiamento culturale di accettazione e di autocoscienza avvenuto nei riguardi della diversità di orientamento sessuale nel corso dei millenni.

## Antico Egitto

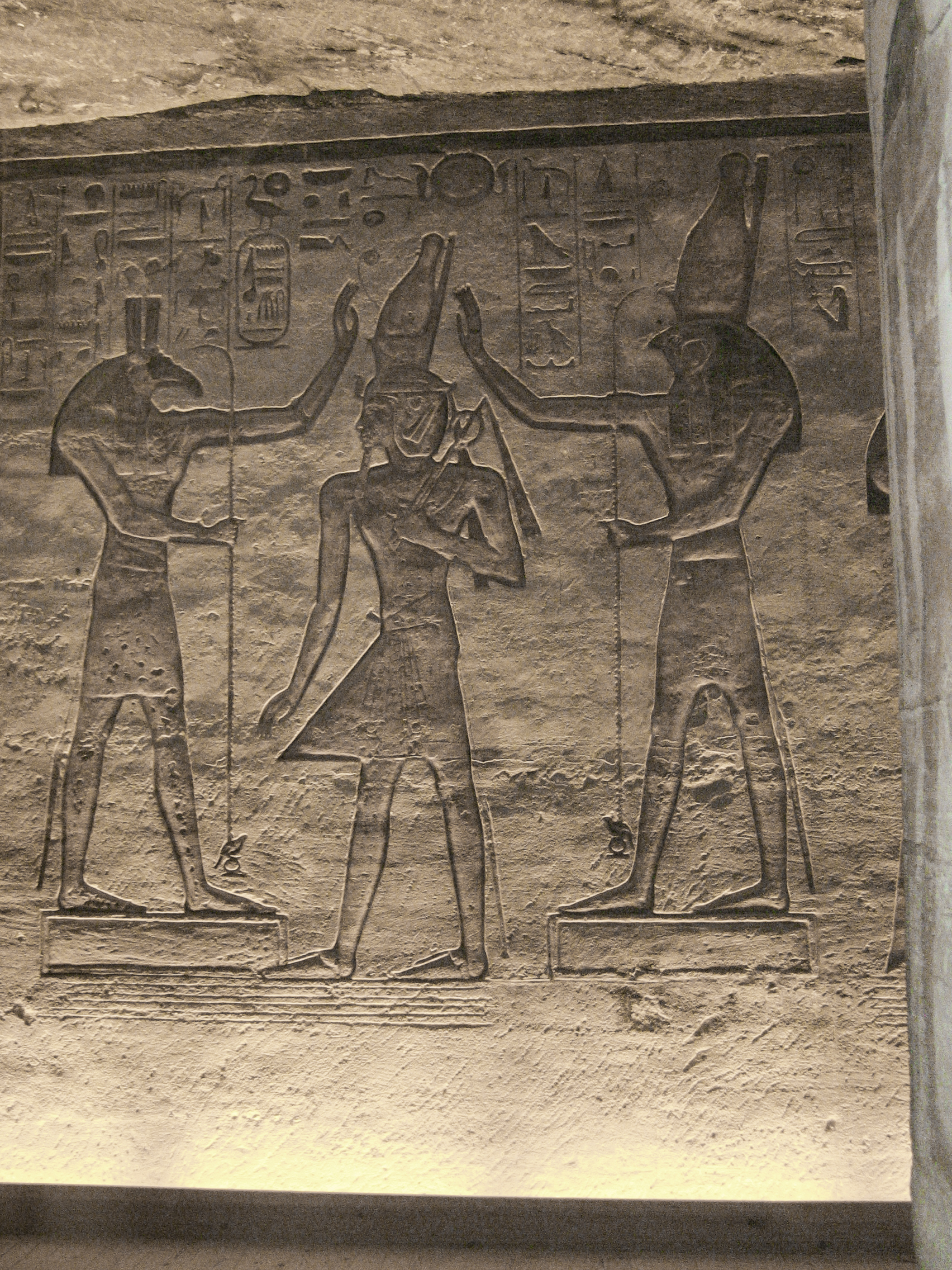
Seth (a sinistra) ed Horus (a destra) onorano Ramses II (al centro). Abu Simbel.

Uno dei miti della cosmogonia egizia è quello riferentesi alla figura del dio Atum, definito il padre di tutti gli dèi: all'inizio del mondo egli conteneva in sé tutta l'essenza del maschile e tutta l'essenza del femminile. La prima coppia di divinità di genere separato Atum la generò da solo attraverso un atto di masturbazione; da questa sua prima eiaculazione (chiamata anche "sputo" o "colpo di tosse") - in cui lo sperma viene autonomamente inteso come "fertilizzante" - poté dare in tal modo la vita a Shu e a Tefnut, rispettivamente sorella-sposa e fratello-sposo.

### Mitologia dei Testi delle piramidi
Tra i miti narrati nei Testi delle piramidi vi è anche la storia riguardante l'incidente occorso durante la competizione che vide affrontarsi l'uno contro l'altro gli dèi Seth e Horus. Il maturo Seth, fratello di Osiride nonché suo assassino, era lo zio del giovane Horus e personificava l'estrema esuberanza maschile, fatta soprattutto di aggressività sessuale; durante un incontro avvenuto tra i due, Seth riesce, usando la forza, a piegarsi sopra le natiche del nipote a ed eiaculargli addosso, contaminandolo esternamente.
A questo punto la dea Iside trama vendetta: consiglia quindi a Horus di raccogliere il proprio sperma e di versarlo in un piatto cucinato appositamente per Seth: ingoiandolo senza neppure rendersene conto, Seth rimane contaminato internamente.
Poco tempo dopo i due si ritrovano davanti al consiglio divino - chiamato a giudicare il loro litigio - ognuno per reclamare l'eredità costituita dalla sovranità rimasta vacante a seguito della morte violenta di Osiride. Il primo a richiedere il potere sulla terra d'Egitto è Seth: egli sostiene immediatamente che il giovane nipote non è adatto a regnare in quanto ha subito su di sé un'attività sessuale maschile. Horus dichiara invece che è vero il contrario: è Seth difatti ad avere dentro il proprio corpo lo sperma di Horus ed è quindi lui che ha subito un'attività sessuale maschile.
La vertenza si conclude con l'assegnazione della corona a Horus; Seth viene invece cacciato nel deserto ove diviene il Signore del Caos.
Va notato che al momento la relazione omosessuale non viene considerata come un atto d'amore, bensì come manifestazione di dominio da parte di un maschio sopra un altro maschio; questo rapporto poteva risultare come vergognoso solamente per il partner che veniva ad assumere il ruolo sessuale passivo: la controparte che rimaneva attiva dava invece prova e manifestazione di mascolinità e pertanto non incorreva in alcun modo in giudizi di scherno, disprezzo o pubblica umiliazione.

### Nel Libro dei morti
Il Libro dei morti è una delle più antiche raccolte egizie di preghiere, incantesimi e formule magiche scritte su papiro; questi testi venivano inseriti nel sarcofago o riprodotti sulla parete della tomba con l'intento di garantire al defunto il pieno successo nel superamento di tutte le fasi del percorso che doveva condurlo all'aldilà e quindi ottenere lo status di immortalità.
In ciascuno dei vari testi conosciuti sotto l'unica denominazione di "Libro dei morti" vi si può leggere la forma espressiva più comune e quotidiana della religione egizia; in una confessione al negativo nel papiro del sacerdote e scriba Neferhotep e conservato al Museo Czartoryski vi possiamo leggere che egli non ha commesso nessuno dei seguenti peccati: non ha rubato, non ha alzato la mano contro altri, non si è masturbato e non ha commesso adulterio con nessun ragazzo.

### La storia del faraone Neferkara e del generale Sisene
Questa storia, composta originariamente all'epoca del Medio Regno (a volte intitolata Il querelante di Menfi), ha una trama intrigante che ruota attorno alla relazione clandestina che intercorre tra un re ed uno dei suoi comandanti militari: il faraone va di nascosto ogni notte a trovare il proprio sottoposto, intrufolandosi dentro al suo letto e "facendogli tutto quello che vuole" (frase eufemistica per indicare i rapporti sessuali). Considerato da molti un riferimento al reale faraone Pepi II, che è considerato esser stato notoriamente molto sensibile al fascino maschile.

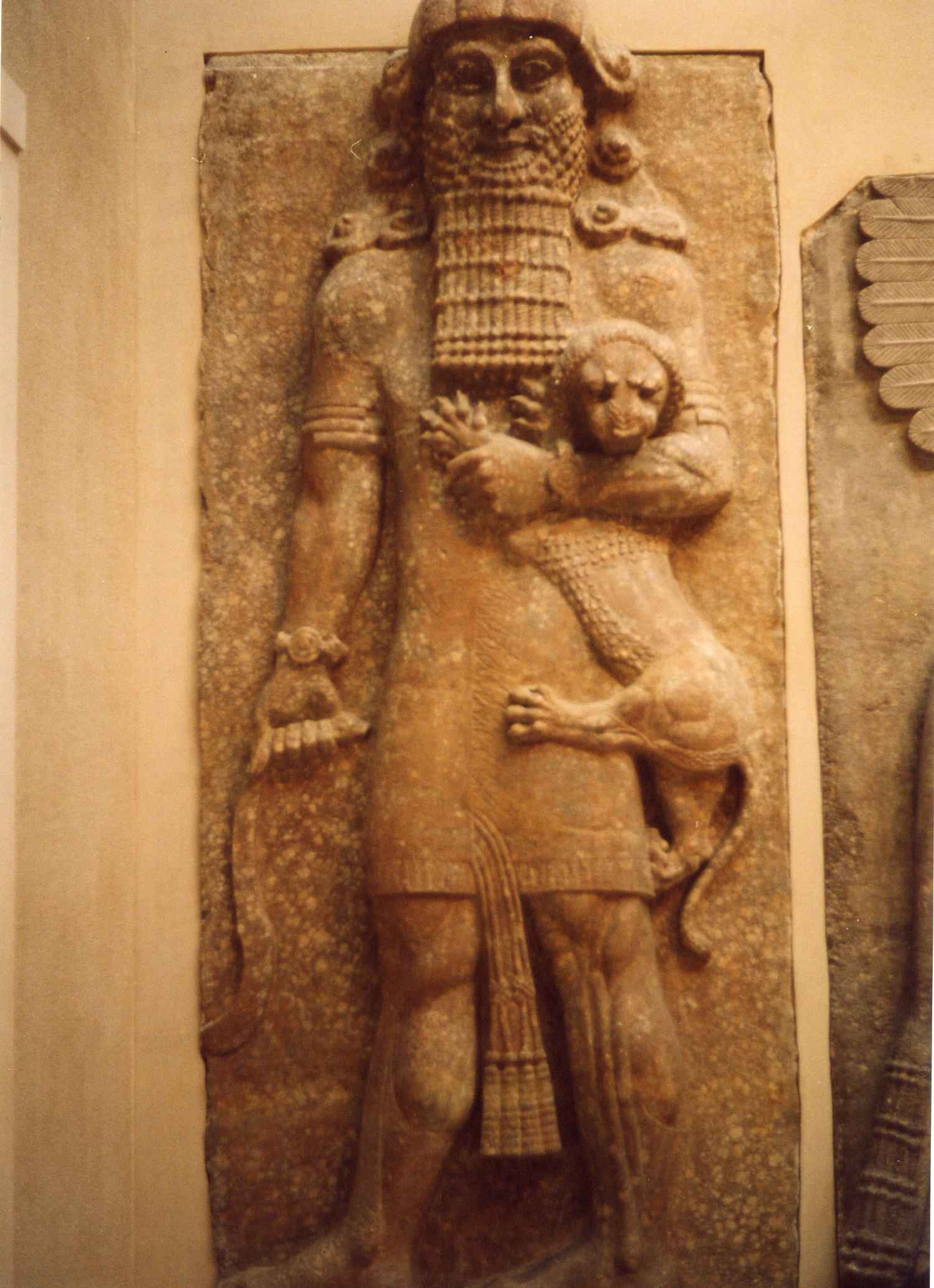
Enkidu, l'uomo selvaggio con cui il re Gilgamesh intratteneva un rapporto speciale (vedi Epopea di Gilgamesh.

## Mitologia Sumera

### L'amore tra Gilgamesh e Enkidu
[…] ed egli avrà sempre cura della tua salute.

Il tuo sogno è buono e favorevole. Tavola I, 251-254»
L'epopea di Gilgamesh è un'opera letteraria assiro-babilonese databile all'incirca al 2300-2200 a.C.; essa racconta la storia dell'eponimo eroe e sovrano sumero Gilgameš, ma in essa è compresa anche la vicenda riguardante lo strettissimo rapporto amicale che questi ebbe col suo compagno d'avventure Enkidu.
Secondo quanto ne dice il poema epico entrambi erano inizialmente avversari ed acerrimi nemici; Enkidu fu infatti prodotto dagli dèi direttamente dalla terra battuta con l'intento di fermare il sovrano, all'epoca un tirannico governante del popolo di Uruk. Enkidu era un barbaro peloso del tutto simile ad una fiera selvaggia e con una forza sovrumana; viveva in solitudine in mezzo al deserto circondato da bestie di ogni tipo.
Appena ebbe saputo della sua esistenza a Gilgameš nacque il desiderio di catturarlo e a tal fine gli inviò incontro una prostituta con l'intenzione di farlo sedurre; Enkidu rimase con lei per sei giorni consecutivamente, venendo così a scoprire la propria umanità: da quel momento in poi gli animali tutti fuggirono la sua compagnia.
Il re fece in quello stesso scorcio di tempo anche un sogno profetico riguardante un possente "guerriero delle stelle"; fu la madre, la Dea della mitologia sumera Ninsun, a spiegargli accuratamente il significato del sogno: "Verrà a voi un potente compagno, sarà l'amico salvatore. La sua forza non ha eguali, i suoi poteri non hanno paragone ed arrivano a toccare il cielo; lo amerete come fosse per voi una moglie".
Intanto, privato del tutto del suo potere animale, Enkidu si lascia condurre verso la civiltà, arriva in città e qui si viene presto a trovare proprio in presenza di Gilgameš; i due, dopo un feroce scontro di lotta fanno amicizia, divenendo molto presto inseparabili: il re si affeziona all'ex selvaggio più di quanto non sia mai stato affezionato ad una qualsiasi donna. La madre di Gilgameš lo adotta - richiamando forse un'arcaica era in cui prevaleva il matriarcato - facendo così diventare i due dei fratelli di fatto. Questo nuovo legame acquisito rinnova ancor più il forte sentimento esclusivo che i due reciprocamente provano l'uno per l'altro.
Epos più tardi in varianti ed aggiunte successive si dilungano nelle lodi fatte ad entrambi per la bravura dimostrata nella caccia e nel combattimento; Endiku deve però morire a causa del suo ruolo nell'uccisione di Ḫumbaba e del grande Toro celeste, oltre che per l'acuta gelosia che la bellissima Dea Ištar prova nei confronti del sovrano: una grave malattia coglie l'ex-selvaggio, che viene così esiliato dagli dèi.
Sarà proprio in seguito alla morte di Enkidu, tra le braccia dell'amico inconsolabile, a convincere il re a mettersi in viaggio con la volontà di svelare il segreto dell'immortalità agli umani. Dopo aver pianto lungamente l'amatissimo compagno, si mette in cammino; non permette però che il suo corpo venga seppellito, per non farlo precipitare definitivamente nel regno dei morti. Su una roccia incide per i posteri il suo nome: Enkidu.

Gilgameš cerca di ottenere la magica erba che dona la vita eterna, ma non riuscirà a procurarsela in quanto il destino finale assegnato dagli dèi a tutti gli esseri umani è la morte. L'infinita disperazione del mitico sovrano sumero viene descritta nella tavola X del poema, tra i versi 52 e 75: 
e non alzarmi mai più per sempre?".»

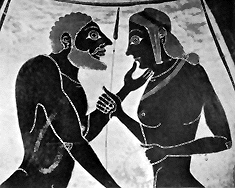
Scena di corteggiamento pederastico, particolare da un antico vaso greco.

## Antichi miti greci
Sia la letteratura sia la filosofia dell'antica Grecia hanno le loro origini e trovano i loro maggiori spunti di riflessione ed ispirazione poetica nelle innumerevoli narrazioni della mitologia; un'ampia varietà di queste storie appaiono anche in contesti legati alla comunità LGBT, comprese molte tra quelle ripetutamente ritornanti in opere letterarie moderne.
Tra gli autori antichi possiamo citare alcuni tra i più importanti lirici greci, oltre ad Omero, Publio Virgilio Marone e Publio Ovidio Nasone (quest'ultimo soprattutto con Le metamorfosi): molti tra i temi antichi del mito appariranno anche nella poesia omoerotica di autori contemporanei, uno fra tutti Konstantinos Kavafis, ma anche nella moderna letteratura gay.

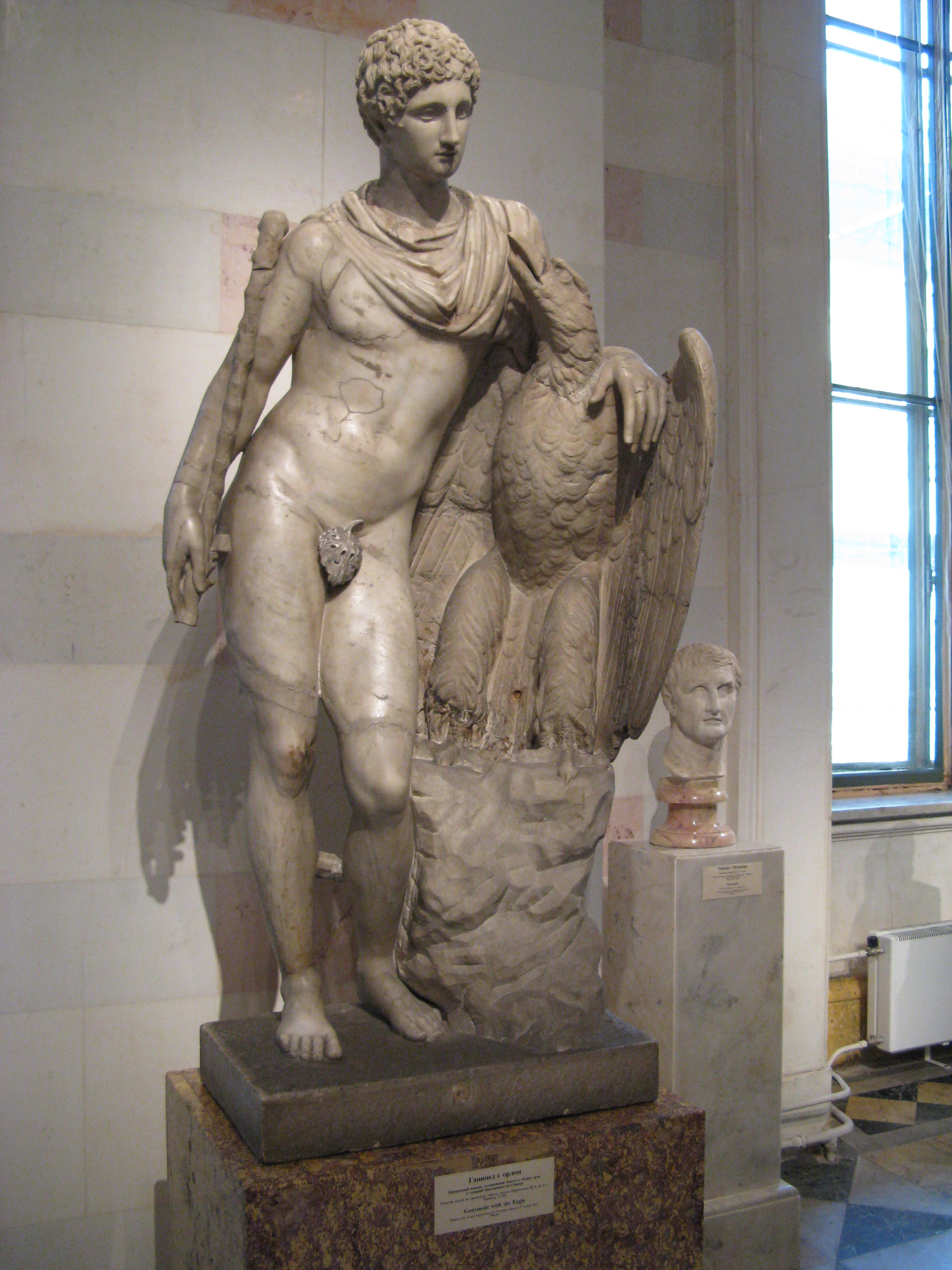
Ganimede con l'Aquila di Zeus, copia romana del II secolo da un originale greco. Conservata all'Ermitage.

### Zeus e Ganimede
I miti greci ci forniscono la prova che persino il sovrano degli dèi Olimpi, il Signore Zeus, non è riuscito a resistere all'infatuazione erotica nei confronti del più bel ragazzo che esistesse a quei tempi sulla faccia della terra, ovverosia il principe adolescente del popolo dei troiani chiamato Ganimede; proprio lui che era celebre per aver intrattenuto relazioni amorose con uno stuolo innumerevole di donne mortali e ninfe.
Tramutatosi in una gigantesca aquila scese sul Monte Ida e lo rapì, per farne il proprio amante immortale nonché coppiere divino: questo tema appare già nell'Iliade (XX.231-235), poi in Apollodoro di Atene (in "Sugli Dèi" III.12.2), nell'Eneide virgiliana (V.252) ed infine nelle metamorfosi ovidiane (X.155). La vicenda ispirò presto anche i lirici, come Teognide e successivamente molti altri durante l'epoca ellenistica, tanto che nell'antica Roma una versione del suo nome latinizzato, Catamite, divenne sinonimo di amante maschio adolescente passivo.
Il filosofo Platone nel suo Fedro (79) si trova invece a dubitare che effettivamente il re degli dèi abbia potuto cedere alla passione rivolta verso un giovinetto; nelle più tarde Leggi (I.8) lo stesso autore condanna l'omosessualità come incompatibile con la natura e scredita il mito come una pura invenzione: per l'esattezza un'invenzione della civiltà minoica per dare una valenza superiore alla propria istituzione detta pederastia cretese.
Nei riguardi della relazione - inerente al concetto di pederastia - del maturo Zeus con il bel Ganimede, il tema viene ripetutamente accennato, spesso in modo molto chiaro, anche dai romani Marco Valerio Marziale (Epigrammi II 43 e IX 36) e Decimo Giunio Giovenale. Tra gli artisti moderni nel 1774 c'è Johann Wolfgang von Goethe che scrive un poemetto intitolato "Ganimedes".

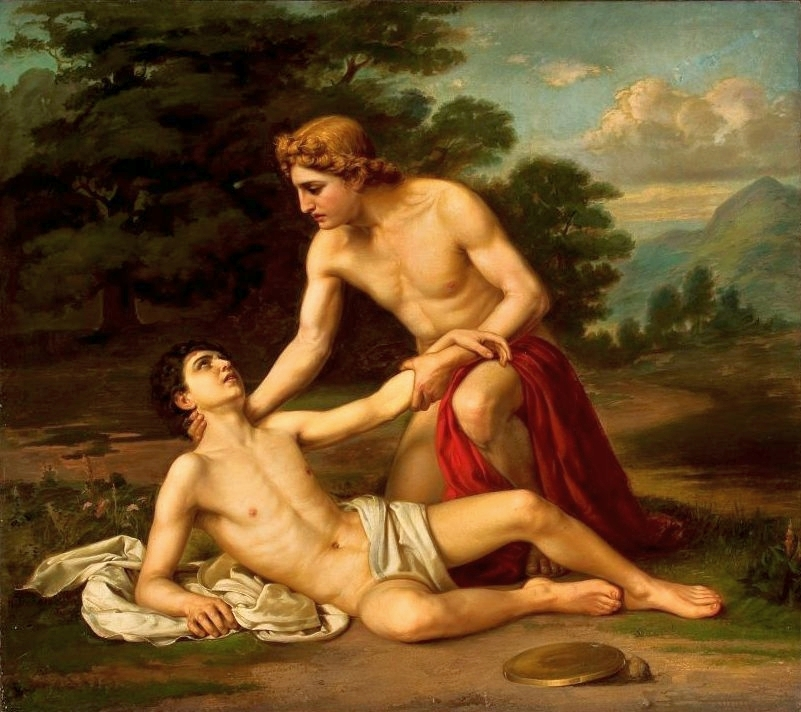
La morte di Giacinto di Aleksandr Aleksandrovič Kiselëv.

### Apollo, Giacinto e Tamiri
Un altro bellissimo ragazzo che riuscì ad affascinare un dio fu un principe di Sparta di nome Giacinto; appena lo incontrò Apollo se ne innamorò perdutamente: lo amava così tanto che volle insegnargli il tiro con l'arco e a suonare la cetra, due dei suoi attributi divini principali.
Quest'amore si concluse però tragicamente, come sovente accade alla divinità della luce (vedi a tal proposito anche le vicende riguardanti Ciparisso e Dafne); un giorno, mentre stavano esercitandosi nel lancio del disco, l'adolescente venne da questo colpito accidentalmente ad una tempia e morì tra le braccia del dio affranto. Secondo un'altra versione dello stesso mito fu invece Zefiro, la personificazione del vento di ponente, geloso del giovane - anche lui difatti ne era innamorato, ma non corrisposto - a deviare la direzione del disco appena lanciato da Apollo con un'improvvisa folata di vento che lo diresse contro Giacinto, colpendolo in un modo talmente forte da risultargli mortale.
Ancora, secondo altri racconti, prima del dio s'innamorò del ragazzo spartano il poeta Tamiri, che divenne così in tal maniera il primo uomo a struggersi di passione nei confronti di una persona dello stesso sesso; suonando e cantando davanti a Giacinto gli capitò di vantarsi dicendo che la sua poesia risultava essere assai più bella di quella prodotta dalle stesse Muse. Apollo, che già gareggiava per conquistare il cuore del bell'adolescente, maliziosamente riportò la notizia alle Dée le quali, stizzite, privarono il poeta della voce, della vista e della capacità di suonare un qualsiasi strumento musicale.
Questa storia, nelle sue varie versioni, la possiamo conoscere attraverso l'Iliade (II.595-600), i Dialoghi degli dei (14) di Luciano di Samosata, la Periegesi della Grecia (Libro III.1.3) di Pausania il Periegeta ed infine da "Sugli dèi" di Apollodoro di Atene (1.3.3).

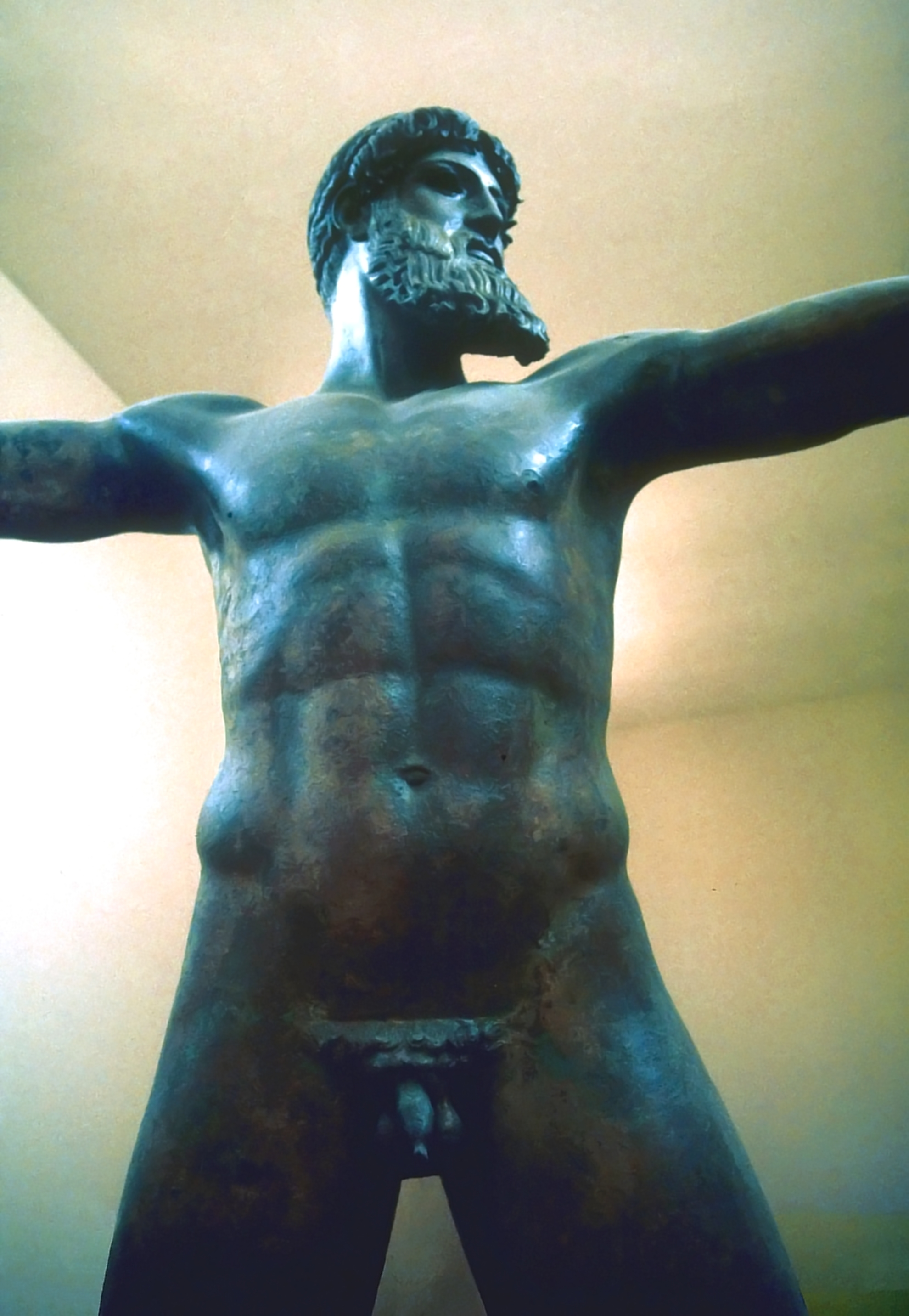
Il Cronide di Capo Artemisio ritraente il dio Poseidone in status di nudo eroico (460 a.C.), al museo archeologico nazionale di Atene.

### Pelope e Poseidone
Anche il principe Pelope e il dominatore dei mari Poseidone erano amanti. Pelope era il figlio del re Tantalo, l'uomo che fece servire in banchetto agli dèi la carne umana dei propri stessi figli; a seguito d'un tal immondo misfatto egli venne condannato ad eterno supplizio mentre la tragica prole fu riportata alla vita e fu proprio in quest'occasione che Poseidone vide Pelope per la prima volta, riemerso da morte, più bello che mai.
Lo volle accanto a sé nell'Olimpo, nominandolo coppiere personale e favorito, proprio come aveva fatto precedentemente Zeus con Ganimede; gli propose anche di bere l'ambrosia per diventare così immortale. Ma quando gli donò un carro dorato con cavalli alati il giovane uomo volle tornare sulla terra ed utilizzarlo per partecipare alla gara di corsa indetta da Enomao, che aveva messo in palio la mano della figlia Ippodamia: vinto che ebbe il confronto - si dice barando e causando in tal modo la morte del padre della giovinetta - conquistò la ragazza ed ereditò quella terra.
Divenne il primo re del Peloponneso nonché fondatore dei giochi olimpici antichi. La storia viene narrata da Pindaro nelle sue "Odi olimpiche" (I.37 e segg.), da Apollodoro in "Sugli dèi" (II.3), da Luciano in "Caridemo o della bellezza" (7), da Ovidio ne "Le metamorfosi (VI.406), da Pausania (Periegesi della Grecia Libro V.13.3), ed infine anche da Giovanni Tzetze nei suoi scoli a Licofrone.

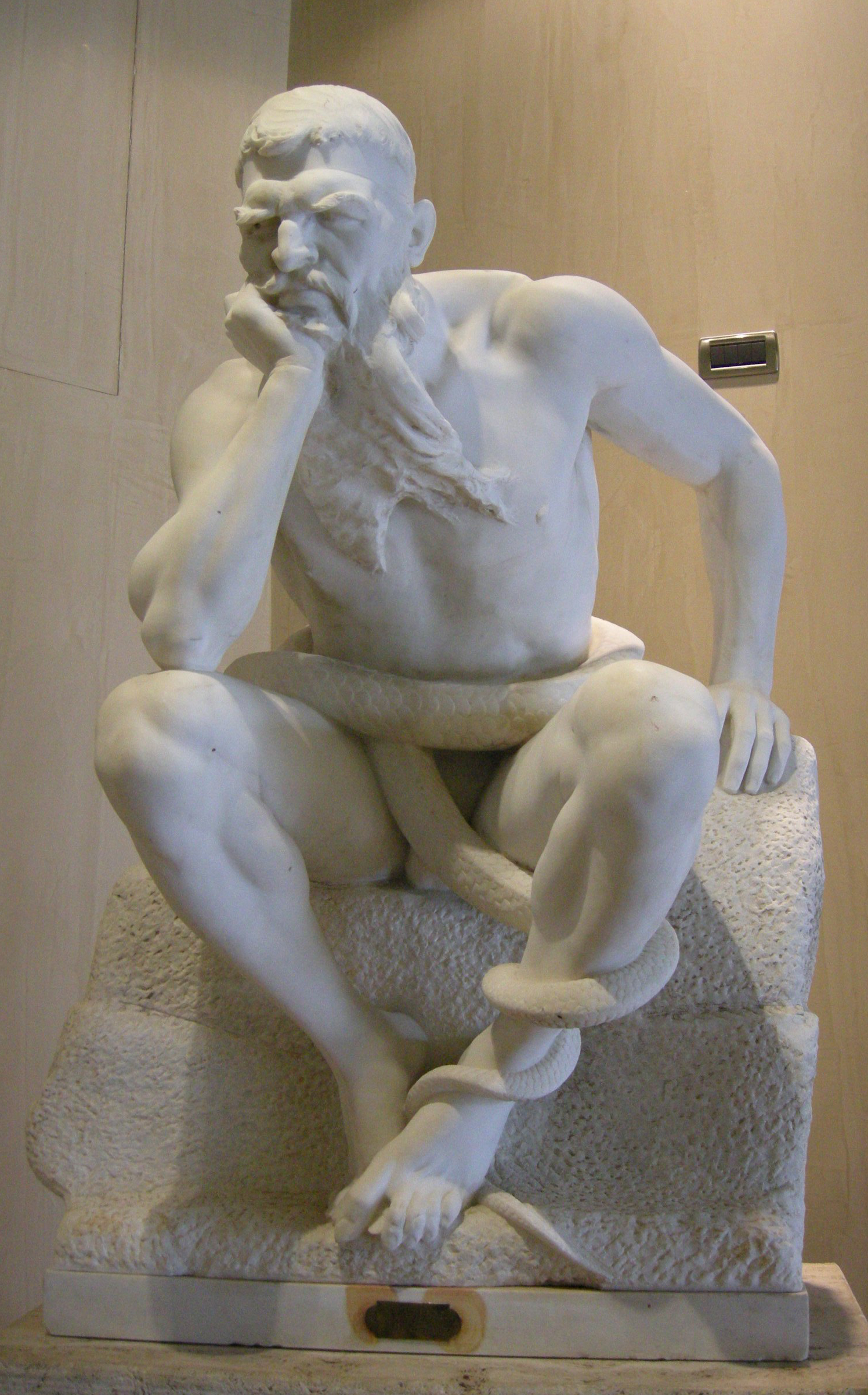
Minosse di Cesare Zocchi.

### Minosse e i suoi fratelli
Frutti dell'amore di Zeus per Europa, sull'isola di Creta governano i tre fratelli Minosse, Radamanto e Sarpedonte i quali hanno ereditato il regno dall'anziano re Asterio che li aveva adottati. Accade però ad un certo punto che a tutti e tre capitò d'innamorarsi nello stesso momento dell'identico giovinetto, un affascinante ragazzo di nome Mileto (figlio di Apollo e di una Ninfa). L'infatuazione verificatasi nel cuore dei fratelli causò grave dissidio, portando ad un litigio tra i congiunti.
Dopo che il ragazzo ebbe infine scelto la compagnia di Sarpedonte, Minosse altamente irato cacciò entrambi dall'isola bandendoli così per sempre; con una flottiglia giunsero fino in Caria ove fondarono la città di Mileto. Secondo altre versioni, il ragazzo che scatenò lo scontro tra i fratelli si chiamava Atimnio ed era il figliastro del re Fenice (il marito mortale di Cassiopea) e della stessa Cassiopea.

La storia d'amore dei tre principi reali per il bel ragazzo viene descritta da Diodoro Siculo (IV.60), da Apollodoro (III.i.2), da Ovidio (Le metamorfosi IX.442) ed infine da Antonino Liberale nelle sue Metamorfosi (30).

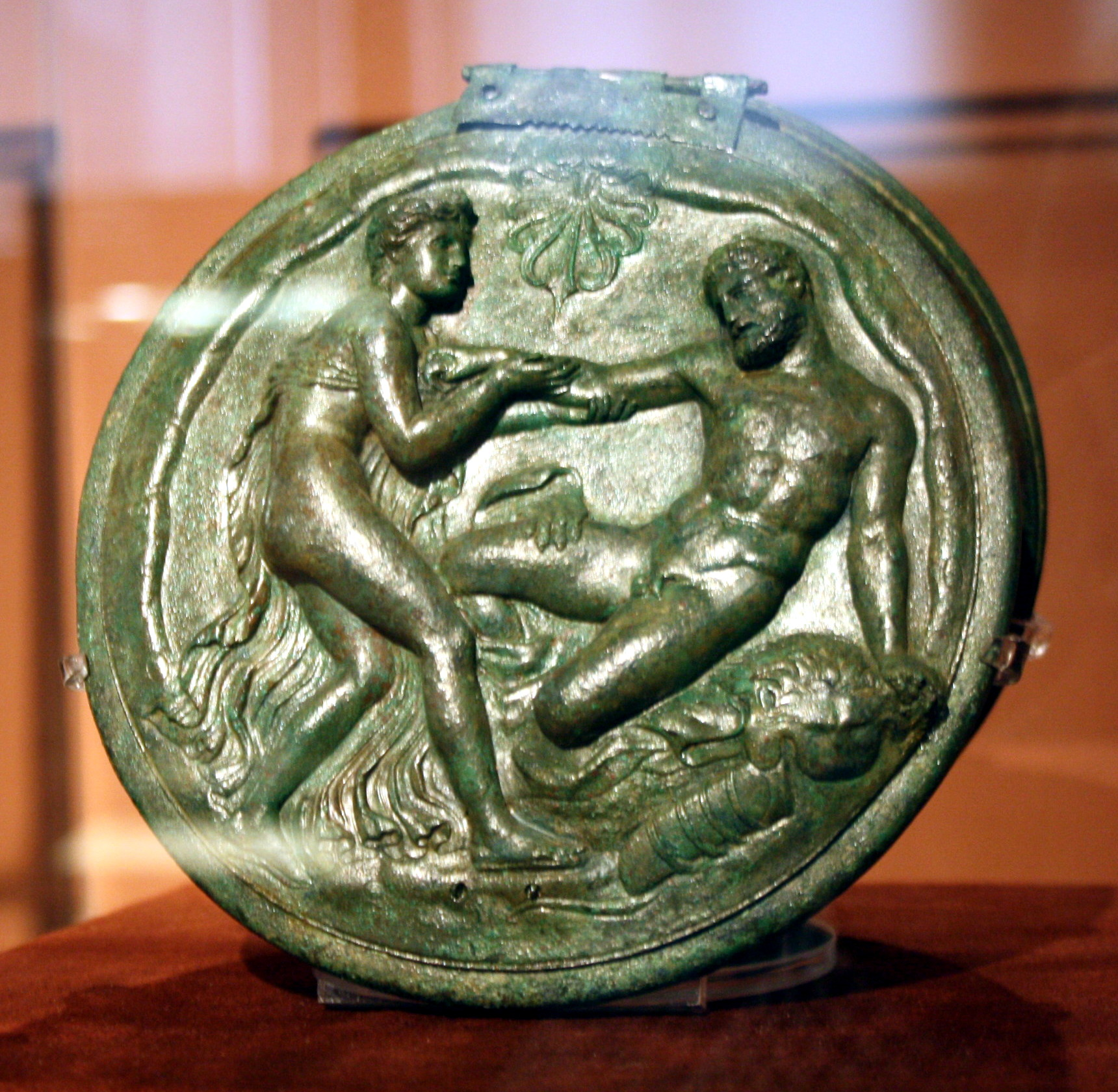
Ila aiuta Ercole a rialzarsi. Specchio in bronzo (340 a.C.) conservato al museo archeologico nazionale di Atene.

### Gli amanti di Eracle: Iolao, Ila ed Euristeo
Le relazioni basate su un forte omoerotismo sono caratteristiche anche della vita del grande eroe e semidio Eracle, soprattutto nei confronti di tre suoi compagni di avventure: il nipote Iolao, Ila ed il cugino Euristeo. Questa familiarità di sentimento amoroso rivolto ad altri guerrieri può forse esser spiegata dalla pratica della pederastia tebana e dell'omosessualità militare nell'antica Grecia.
Iolao, che fu suo cocchiere ed accompagnatore in molte rinomate imprese, si dice intrattenesse rapporti pederastici anche con Ione ed il dio della medicina Asclepio. Ila viene invece direttamente rapito dall'eroe invaghitosi della sua bellezza, divenendo così suo scudiero nonché eromenos. Euristeo è il mitico re di Tebe che impose al forzuto combattente le cosiddette dodici fatiche di Eracle.
L'amore di Eracle e Ila viene narrato, tra gli altri, da Teocrito in uno dei suoi Idilli intitolato per l'appunto Hylas e da Apollonio Rodio nelle Argonautiche.

### Laio e Crisippo
A Laio, re tebano marito di Giocasta e padre di Edipo, in gioventù capitò di rimanere conquistato dalla superiore bellezza di un giovane di nome Crisippo, considerato come essere il figlio illegittimo di Pelope. Essendo stato bandito dalla sua città natale Laio si trovò alla corte del re peloponnesiaco a Pisa e qui, incontratosi col bel ragazzo, si premurò d'insegnargli l'arte della corsa dei carri, ma cominciò ad innamorarsene al contempo sempre più.
Quando la sentenza di esilio nei confronti di Laio venne finalmente annullata, l'uomo non attese un attimo per rapire Crisippo e condurlo con sé, non in direzione di Olimpia, là ove l'adolescente avrebbe dovuto partecipare ai giochi olimpici antichi, bensì fino a Tebe dove lo trattenne con la forza in qualità di amante: questo proseguì fino a quando il ragazzo, umiliato e travolto dalla vergogna, non scelse la morte. Secondo una versione alternativa del dramma Crisippo venne in realtà ucciso dai suoi fratellastri, i gemelli Atreo (futuro padre di Agamennone) e Tieste su istigazione della stessa Ippodamia la quale temeva che venisse messa in pericolo la successione al trono per i figli.
La dea Era nel frattempo, essendo patrona della fedeltà coniugale, mandò la Sfinge a devastare il territorio della polis tebana; questo per punire tutti i cittadini del fatto che non avessero condannato l'atto blasfemo compiuto dal loro sovrano. Ma a Laio toccò comunque la giusta condanna, assassinato dal figlio Edipo che non lo aveva riconosciuto come tale.
Questo mito ha inaugurato la tradizione della pederastia tebana, a volte interpretandolo con una connotazione assai negativa - in quanto riferito alla violenza sessuale attuata dall'uomo sul ragazzo, non alla pederastia greca di per sé - ed alcuni giunsero fino a supporre che fosse stato proprio il padre di Edipo, non il poeta Tamiri o il re Minosse, il primo greco ad aver propagato l'amore fra maschi. In epoca storica risultò assai celebre il battaglione sacro tebano, corpo scelto dell'esercito composto esclusivamente da giovani coppie di soldati amanti.
La vicenda riguardante Laio e Crisippo viene descritta da Apollodoro in Sugli dèi (III.5.5), da Igino nelle sue Fabulae (85 e 271), da Ateneo di Naucrati nei Deipnosofisti ("I dotti a banchetto", XIII.79), da Plutarco nelle Vite parallele (33) ed infine da Claudio Eliano nella "Storia varia" (XII.5).

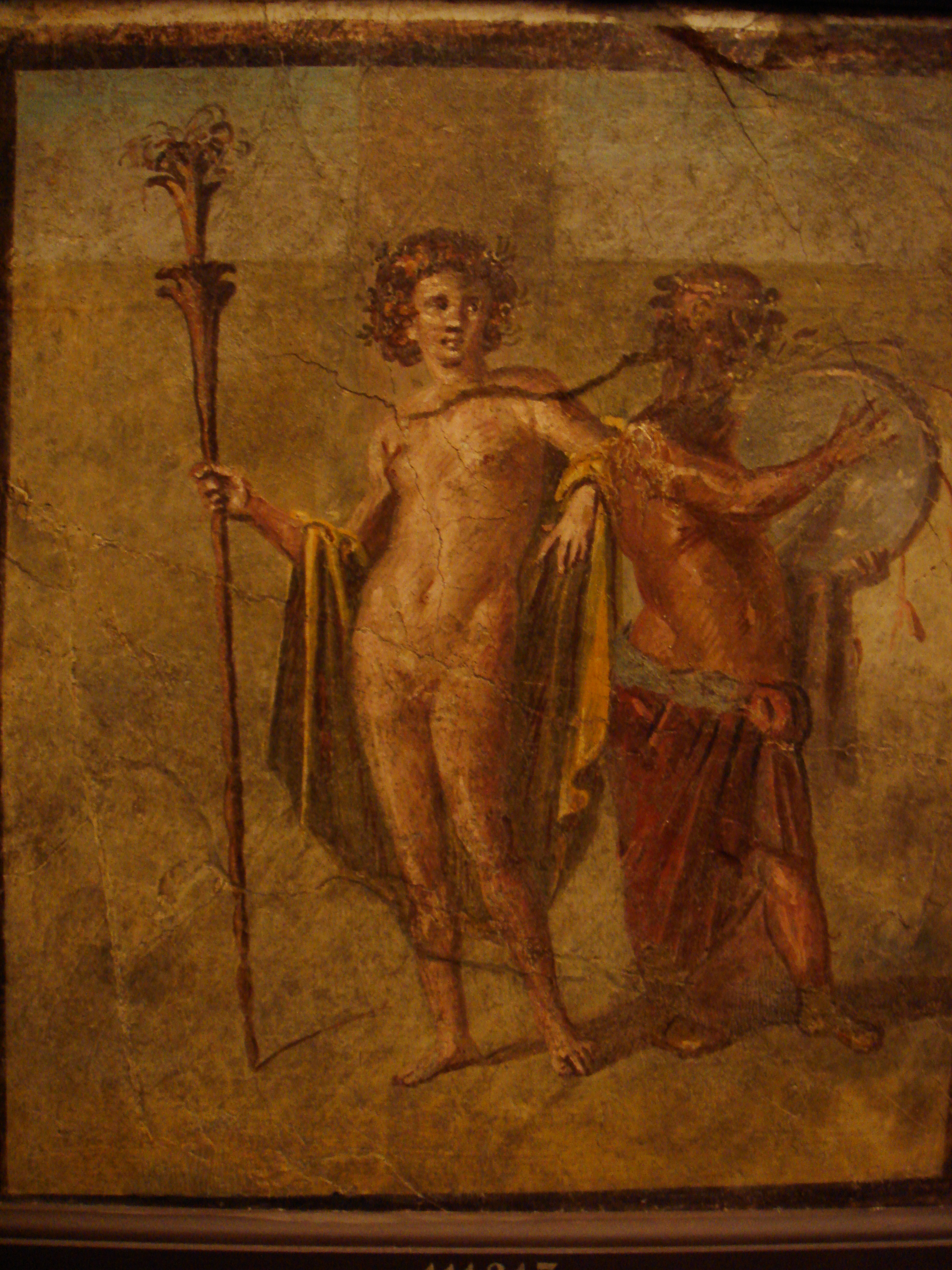
Ermafrodito e Sileno. Affresco romano, Pompei antica.

### Ermafrodito e Androgino
La storia di Ermafrodito fa parte della tradizione antica riguardante la figura dell'Androgino, divinità venerata con sicurezza nelle isole di Cipro e Rodi. All'inizio della storia il personaggio principale appare come un bellissimo ragazzo, figlio degli dèi Ermes ed Afrodite; di lui finì però con l'innamorarsi perdutamente la ninfa Salmace. Quando vide che il giovane rimaneva del tutto insensibile alla sua opera di corteggiamento, la fanciulla pregò gli dèi di poter essere unita al suo amato per sempre, come un'unica entità con le caratteristiche di entrambi i sessi.
Da allora in poi Ermafrodito fu rappresentato come un essere bisessuato con l'aspetto d'un ragazzo eternamente adolescente, ma dotato però di seni femminili e di una lunga e fluente capigliatura. La presenza nel mito di questa figura, assieme a quelle di donne dotate di barba potrebbe spiegare la transizione religiosa e sociale dall'arcaico e leggendario matriarcato allo storico patriarcato.
L'Ermafrodito androgino (da Andros-maschio e Gyne-femmina) si ritrova all'interno di molte religioni e mitologie ed è attribuito sia a divinità sia a figure mitiche, come una perfetta combinazione di opposti: tema comune è quello che si riferisce all'archetipo dell'Androgino come progenitore divino dell'intera umanità. La vicenda viene citata, tra gli altri, da Diodoro Siculo nella sua Biblioteca (4.6) e dal poeta Pindaro nel "coro della Pizia" (VIII.24).

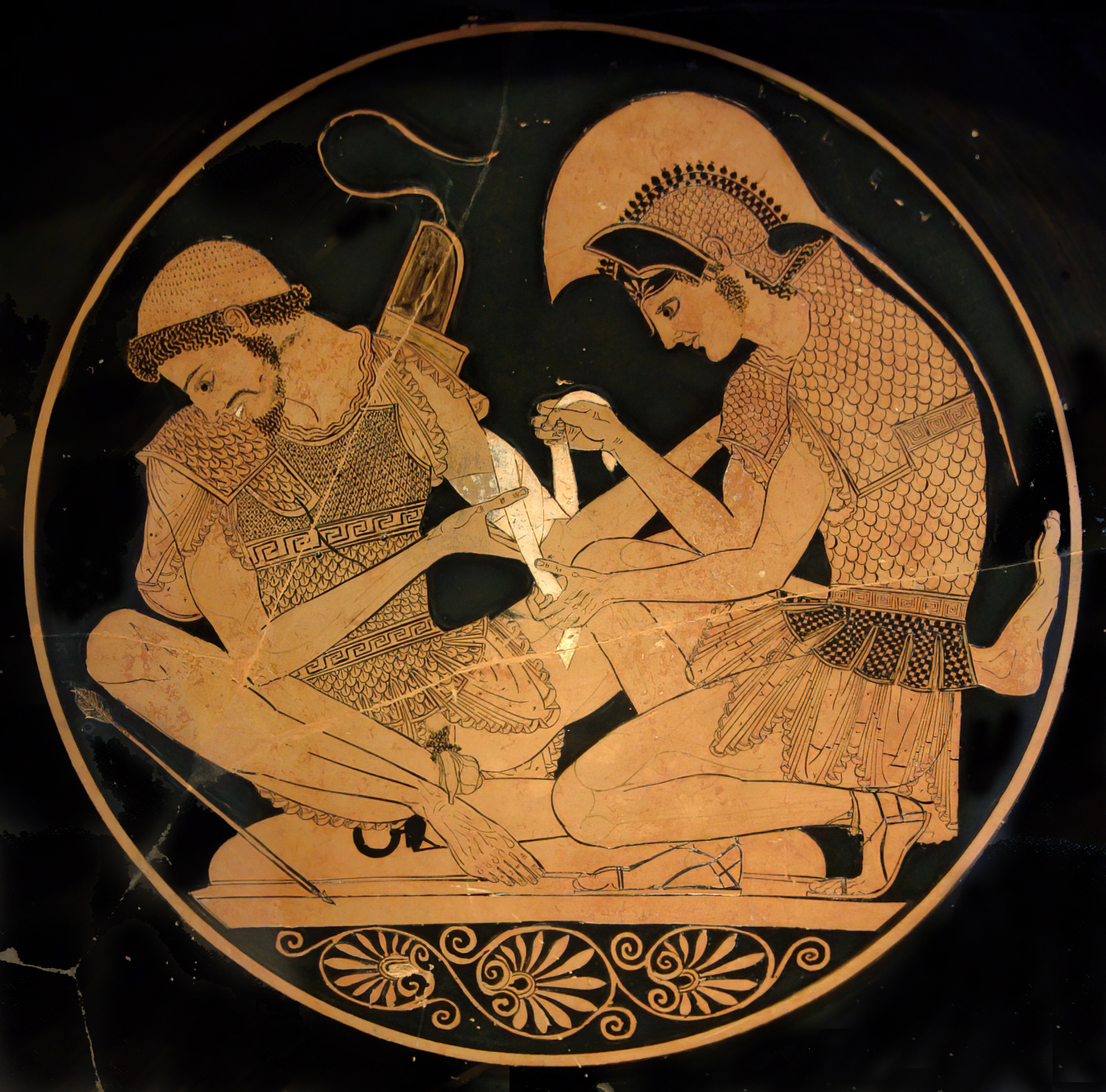
Achille benda Patroclo, kylix a figure rosse di produzione attica.

### Achille e Patroclo
Il tema LGBT nella mitologia greca è disponibile anche sotto le spoglie della breve vita del grande eroe degli Achei Achille, valoroso combattente durante la guerra di Troia; noto per la fortissima amicizia romantica intrattenuta col compagno d'armi Patroclo. A dir la verità, Omero, nell'Iliade, non accenna in alcuna maniera ad eventuali dettagli erotici tra i due, soffermandosi solo sull'appassionata amicizia.
Successivamente, secondo alcune interpretazioni, si potrebbe con un qualche fondamento risalire ad una certa ambivalenza omoerotica; tale ipotesi si basa ed è suffragata anche sulla somiglianza concernente altre grandi coppie di amici maschi, a partire da quella appartenente alla tradizione sumera di Gilgameš ed Enkidu, guerrieri inseparabili ove la morte di uno dei due getta nella più abissale disperazione l'altro. Anche Gilgameš tra l'altro, proprio come fece in seguito Achille, non dà il permesso per la sepoltura dell'amico.
Un collegamento molto più stretto tra i due, nel senso dato dalla pederastia greca, era stato però supposto da Eschilo nella sua tragedia perduta intitolata "I Mirmidoni" e di cui non ci rimangono che pochi frammenti sparsi. A proposito infine di un consolidamento della percezione di tale rapporto sentimentale-amoroso tra i due guerrieri viene dimostrato dal caso di Alessandro Magno, che non mancò di parlare del suo rapporto col compagno Efestione come di una rinnovata incarnazione della coppia costituita da Achille e Patroclo e lui stesso, Alessandro, non mancando di paragonarsi ad Achille.

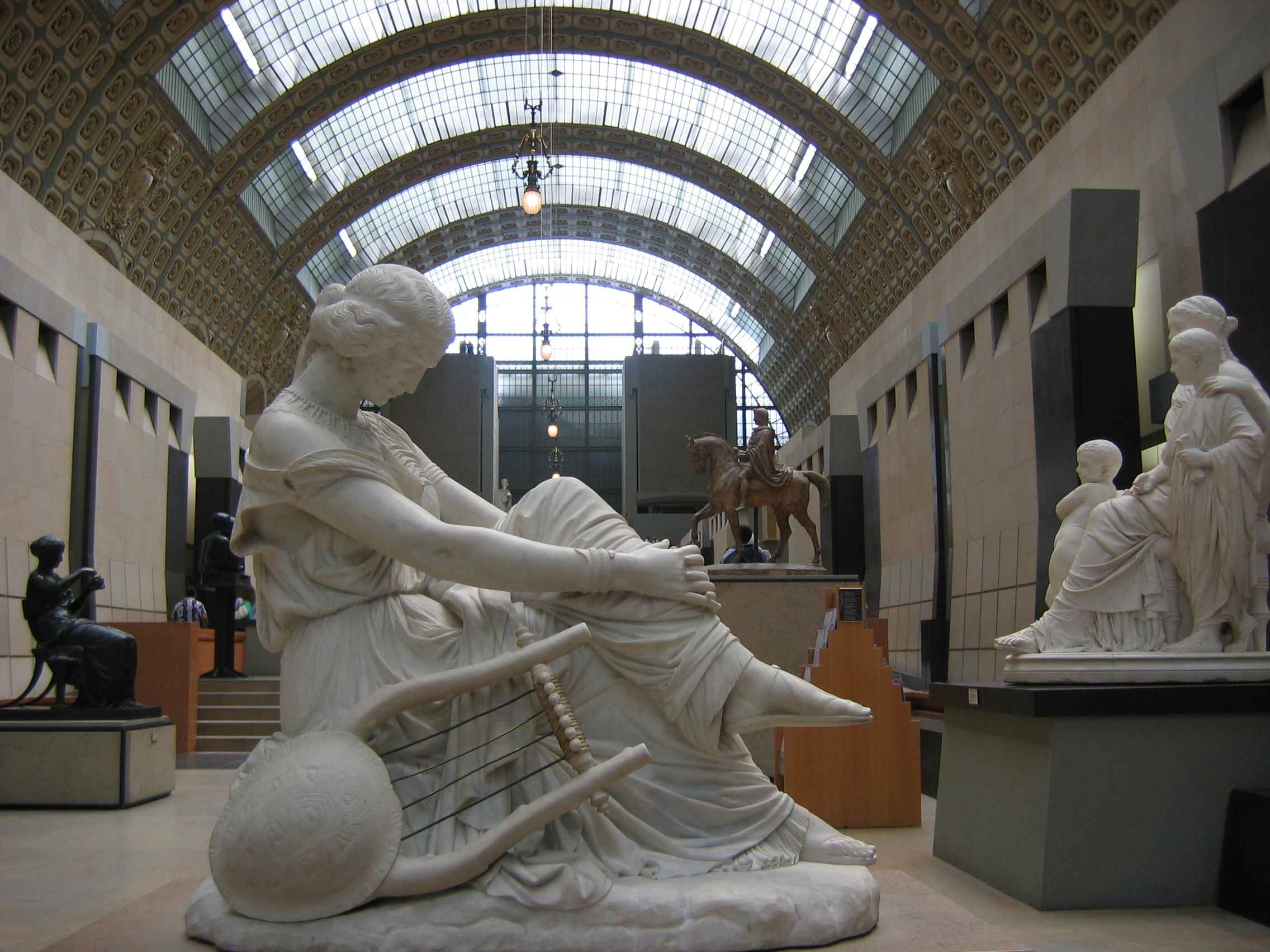
Statua di Saffo al museo d'Orsay.

## Letteratura greca
Oltre che nelle narrazioni riguardanti eventi della vita di personaggi mitologici, anche in molti testi letterari su fatti e persone realmente esistite si parla di sentimento amoroso intercorrente tra persone dello stesso sesso (quasi sempre al maschile e quasi sempre come rapporto tra un uomo adulto e un giovane adolescente).

### Riforma di Licurgo
Così come fece il legislatore ateniese Solone, anche lo spartano Licurgo sostenne che l'amore per i ragazzi fosse la forma più sicura di gratificazione sessuale, la cui validità veniva accresciuta dal fatto che l'amico più grande influenzava positivamente tramite la sua opera educativa il ragazzo amato più giovane. Egli credeva che un tale tipo di erotismo fosse da riservarsi esclusivamente all'élite sociale di Sparta, ossia agli spartiati, proibendone invece di fatto l'attività agli schiavi.
La codificazione d Licurgo, risalente tradizionalmente al 594 a.C. riconosce l'amore pederastico come una delle maggiori virtù.

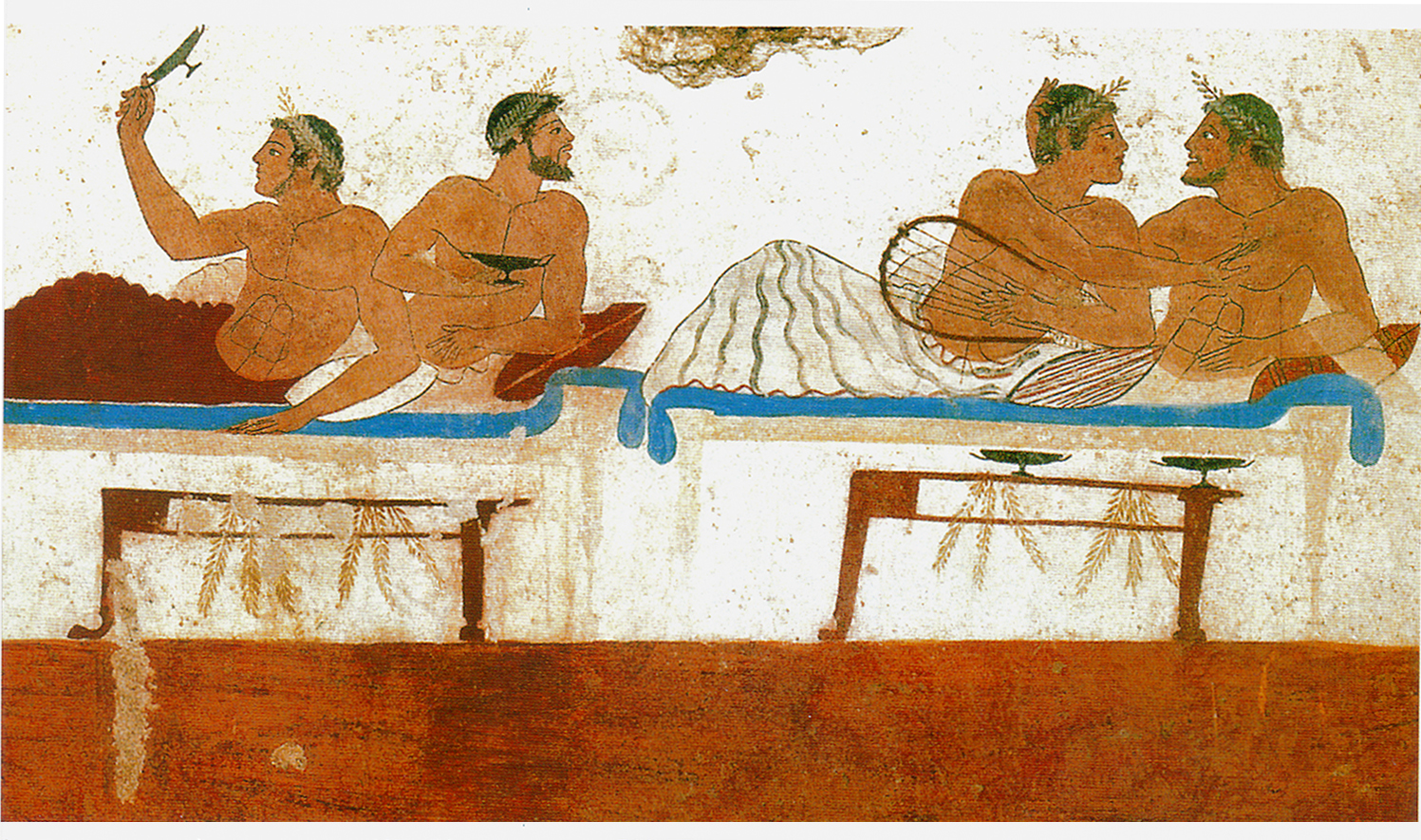
Coppie pederastiche ad un simposio, affresco di Paestum.

### Antica poesia omoerotica
Tra i primissimi testi noti contenenti un evidente trama omoerotica vi sono alcuni frammenti di versi delle originarie opere attribuite a vari poeti appartenenti alla lirica greca: Solone e Teognide tra i cantori dell'elegia greca; Saffo, Alceo, Anacreonte e Ibico tra gli esponenti della lirica monodica.

#### Solone
Legislatore e giurista tra i più importanti dell'antichità, Solone era un ateniese di nobili natali, passato alla storia per esser stato uno dei sette savi dell'antica Grecia:
- Felice chi ha fanciulli da amare e forti cavalli, cani atti alla caccia ed un ospite proveniente da terre lontane. Framm.23.
- Ricco è... colui che possiede quanto gli basta, sano di corpo e che può godersi la verginità ("primavera") di un ragazzo o di una donna, nella stagione del piacere, quella della dolce giovinezza. Questo è l'unico ed autentico tesoro. Framm.24.
- Quando corteggi i fanciulli in fiore e desideri cosce e labbra dolcissime (il riferimento è al sesso intercrurale o "tra le cosce", quello che mimava il sesso anale). Framm.25.

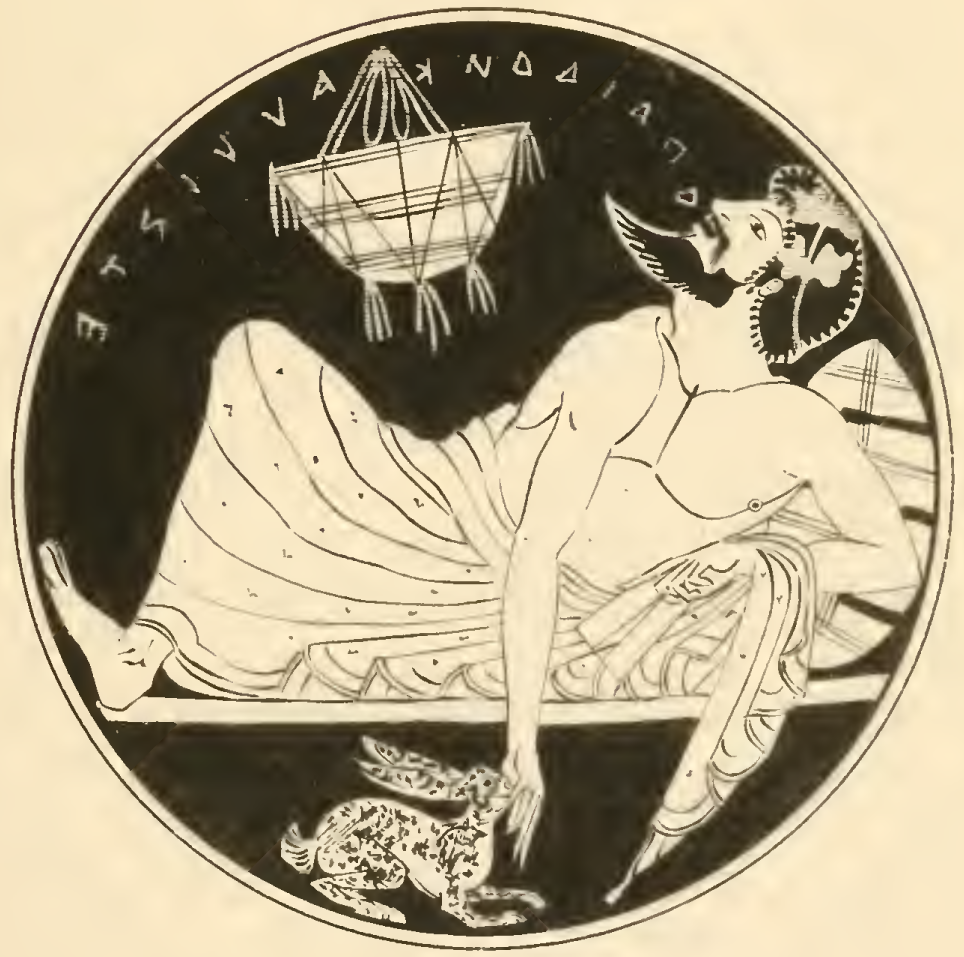
Scena di simposio da Tanagra (V sec.) con sopra scritto un verso di Teognide: O paidon kalliste (O bellissimo ragazzo)

#### Teognide
(Libro II vv. 1257-8)
Aristocratico originario di Megara, ma residente per un certo periodo nella colonia sicula di Megara Hyblaea, di Teognide ci rimane una silloge di poco meno di 1400 versi dedicata a Cirno, il giovane eromenos da lui amato, affinché volesse seguire gli insegnamenti della virtù caratteristica del membri dell'aristocrazia. Il legame erotico con il bell'adolescente si fa, all'interno del simposio, una scuola di vita, sia morale che politica.
Il cosiddetto "Libro II" (vv. dal 1231 al 1288) inizia con quello che pare un grido ad "Eros tremendo" e prosegue velocemente con tutta una serie di frasi e paragoni per il giovinetto; "tu non hai bisogno di far cose che non desideri", lo rassicura e poi prosegue asserendo ch'egli è un "puledro che vuol trovare un bravo cavaliere" ed afferma esser "beato chi possiede bei ragazzi in quanto chi non ama i ragazzi non è mai felice in cuore".
Segue su questo tono, passando dalla più alta sofferenza amorosa ("non sconvolgere il mio cuore col tormento, fino a quando mi fuggirai?") ad una dichiarazione schietta e pacata ("per te è bello donarti; per me invece, che t'amo, non è vergogna chiedere") ad una semplice considerazione che proviene dalla sapienza accumulata con gli anni ("sempre chi ama i fanciulli porta sul collo un giogo […ma…] nessuno mi spingerà a non amarti").
Dopo una serie di bisticci ed accuse d'infedeltà, che fanno assomigliare il giovane amato quasi ad un prostituto, (difatti "se altri ti chiamano, subito corri […ma…] così ti disonori") il poeta perde - seppur a malincuore, come riconosce egli stesso - l'amore del ragazzo; "ma c'è un bel vantaggio, difatti ora sono libero"). Aveva però anche confessato che "beato è l'amante che va al ginnasio, e quando torna a casa dorme tutto il giorno con un bel ragazzo" e che "amare i fanciulli è dolce: difatti anche Zeus (Cronide), re degli immortali, s'innamorò di Ganimede".
L'invocazione finale è ad Afrodite (Cipride) - alla stessa maniera di Saffo - Dea dell'amore e "tessitrice d'inganni. Tu che domi la mente salda degli uomini, nessuno è così forte o saggio da poterti sfuggire".

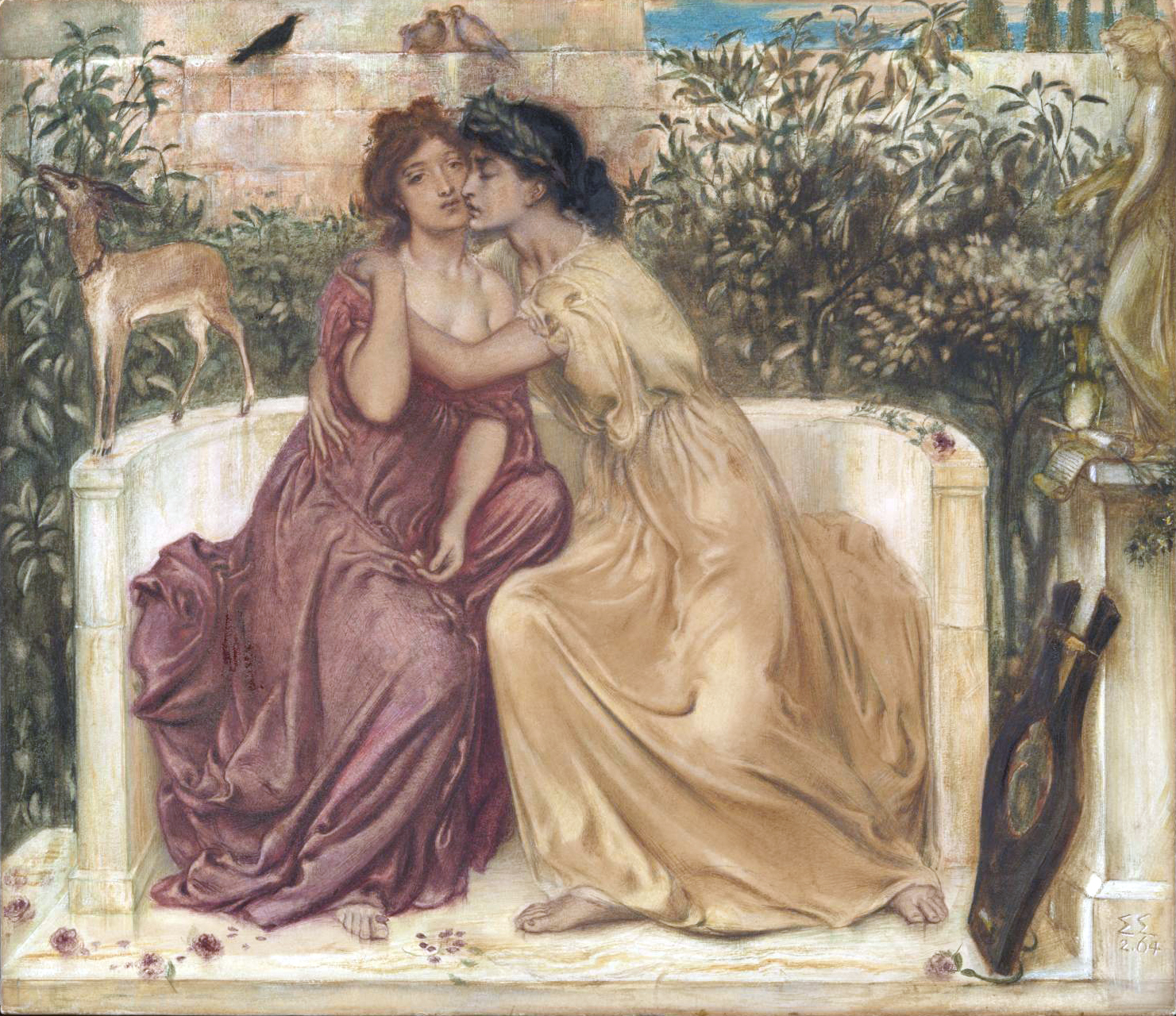
Erinna e Saffo nei giardini di Mitilene (1864), di Simeon Solomon.

#### Saffo
Il lesbismo nell'antica poesia greca è stato rappresentato da Saffo; i numerosi versi di struggimento amoroso composti dalla poetessa di Mitilene nei confronti di alcune tra le sue giovani allieve l'hanno presto resa la rappresentante per eccellenza dell'amore fra donne. La sua opera, giuntaci in versione largamente frammentaria, conserva nonostante tutto i nomi di Àttide, Gòngila, Mnasìdaca, Girìnno, Dica, Anattòria, Gorgòne: solo alcune tra le ragazze oggetto del suo desiderio e/o della sua gelosia.

Saffo e Alceo, entrambi di Mitilene (1881), di Lawrence Alma-Tadema.

#### Alceo
Di Alceo conosciamo invero ben poco della sua esistenza, pure la tradizione non manca di tramandarci i nomi dei compagni da lui amati, amichevolmente ma forse anche sentimentalmente: da Melanippo ad Agesilaidas, da Bacchis ad Aesrmidas, da Deinomeros a Menone. A detta di quanto ne raccontò in seguito Marco Tullio Cicerone nel suo De natura deorum (I, 28) "la vista dei fianchi di un ragazzo lo deliziava"; nelle Tusculanae disputationes (IV, 71) il filosofo latino aggiunge "quali cose scrive a riguardo dell'amore per i giovani Alceo, uomo forte e conosciuto nel suo stato!".
Ti amavo: avrei con te spartito // un porcellino e una bella cerbiatta // com'è d'uso (Framm.10). Verosimilmente il componimento era rivolto ad un giovinetto amato; come scrive anche un commento scritto in margine allo stesso papiro "invitare qualcuno per il porcello e la cerbiatta " era un'espressione proverbiale.
"Voglio invitare il grazioso Menone // se devo divertirmi al simposio" (Framm.60). Ma ci sono tramandati anche altri versi attribuiti alla sua paternità, raccolti nei libri V e XII dell'Antologia Palatina, i cosiddetti "epigrammi erotici": "Protarco è bello, e non vuole. // Vorrà più tardi, ma l'età fiorente // corre una gara a staffetta"; e poi "Le gambe ti divengono pelose, Nicandro; attento // che senza accorgertene lo stesso non capiti anche al culo, // o scoprirai ben presto quanto siano rari gli amanti. // Ricorda che l'età non torna (XII, 30).

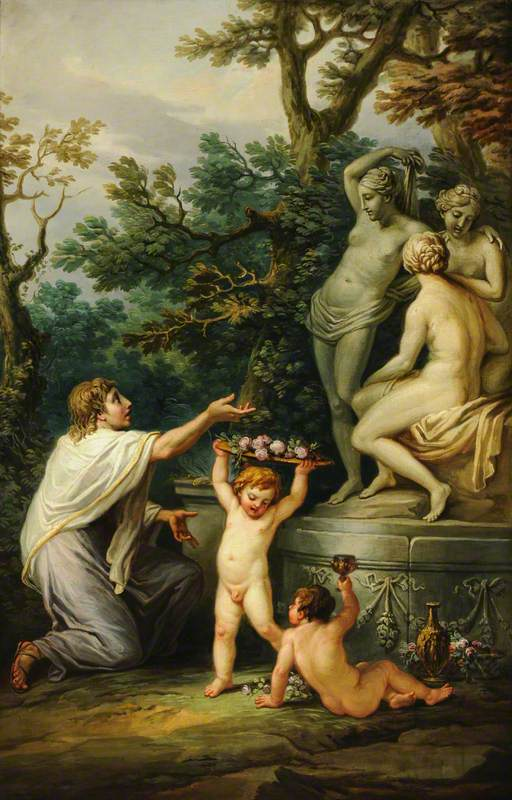
Anacreonte sacrifica alle tre Grazie (1770), di Antonio Zucchi.

#### Anacreonte
Ironici e leggeri i versi di Anacreonte, poeta dell'ebbrezza e del simposio, presentano oltre ad una serie di giovani donne anche un fitto campionario di bei ragazzi, ammirati e desiderati: flautisti, profumieri, ballerini e giovanotti della buona società, ma anche gaudenti e gente del popolo, dall'efebo posto su un piedistallo a colui che si dedicava molto più prosaicamente alla prostituzione maschile.
Subito nel terzo dei frammenti che ci sono pervenuti va diritto al punto: "Tre volte ben scopato, Smerdis!". Poco dopo un altro nome si affaccia: "Di Cleobulo sono innamorato // per lui spasimo //lui corteggio" (Framm. 5). Nel framm. 10 invoca gli dèi, ma soprattutto Dioniso, a far sì che Cleobulo accetti il suo amore. Ancora "i fanciulli dovrebbero amarmi per la mia arte (Framm 16) e "voglio godere con te" (Framm. 17), fino a quando non afferma con decisione: "voglio fare a pugni con Eros" (Framm. 30).
Il framm. 31 si riferisce al sesso intercrurale: "donami le tue morbide cosce!" Nel framm. 40 invece allude alla concezione di attivo e passivo nel sesso: "non fu lui a sposare, fu sposato!" Nel framm. 45 si dispera perché il bel ragazzo che gli piaceva tanto si è tagliato i capelli, la chioma che gli ombreggiava il collo ora non c'è più.
Nel framm. 53 se la prende con un effeminato che passeggia assiso in carrozza con bracciali dorati ai polsi e un ombrellino d'avorio sopra la testa: proprio come le donnette, lo irride.
Anacreonte è famoso anche per aver lui per primo pubblicizzato le preferenze sessuali di Saffo e in genere il fatto che le ragazze provenienti dall'isola di Lesbo avessero facilmente la stessa propensione della poetessa; nel framm. 9 afferma di essere tentato da una "fanciulla con la scarpina ricamata"; purtroppo per lui però ella viene da Lesbo e sta lì imbambolata a guardare un'altra ragazza a bocca aperta.

#### Ibico
Di Ibico nativo di Reghion, uno dei nove poeti lirici, abbiamo il frammento 8 che parla di Eurialo bello, germoglio delle glauche Grazie nonché gemma delle Ore, allevato dalla Dea Afrodite assieme a Peithò dalle morbidissime ciglia. Un frammento anonimo proveniente dall'Antologia Palatina c'informa inoltre che Ibico fu colui che colse "il fiore soave di Peithò e di altri fanciulli".

### Commedie di Aristofane
L'omosessualità offre molto materiale umoristico ad Aristofane. Nelle sue commedie sono presenti molti dei temi LGBT, soprattutto con un esplicito riferimento alla sessualità; in particolare quella tra maschi viene trattata come una sorta di libertinaggio a cui è dedita specificamente l'aristocrazia. Personaggi che oggi definiremmo gay appaiono in qualche misura praticamente in tutti i testi attualmente esistenti del commediografo antico, scherzando anche in maniera alquanto pesante in riferimento agli atti omosessuali e in un modo del tutto al di fuori del "politicamente corretto".
Ne La pace uno dei personaggi segue insistentemente un giovane appena uscito dal ginnasio col la palese intenzione di sedurlo; ne Gli uccelli invece uno dei protagonisti ha in programma un incontro amoroso con un bel ragazzo; ne Le donne alle Tesmoforie entra in scena col suo intervento delatorio un certo Clistene, un tipo quantomai effeminato.
Ne I cavalieri ad uno dei servi viene dato un inequivocabile epiteto sessuale (v. 433), mentre per fare una caricatura convincente della dedizione di Agoracrito (l'ex salsicciaio) nei riguardi del "Popolo" la paragona all'opera di corteggiamento e seduzione svolta dagli uomini nei confronti dei giovani (v. 746-752).
Spesso, il pubblico rideva quando il commediografo dava il nome di una persona assai conosciuta a qualcuno tra i suoi personaggi che dimostrava di essere fortemente attratto da persone adulte del suo stesso sesso, come accade ad esempio con Cleone; si prende gioco di loro, ridicolizzandoli apertamente, questo accade oltre che nei "Cavalieri" (v. 979, 1397 e 1398) anche nell'opera successiva intitolata Le nuvole (c. 405 e 409).

### Opere di Platone

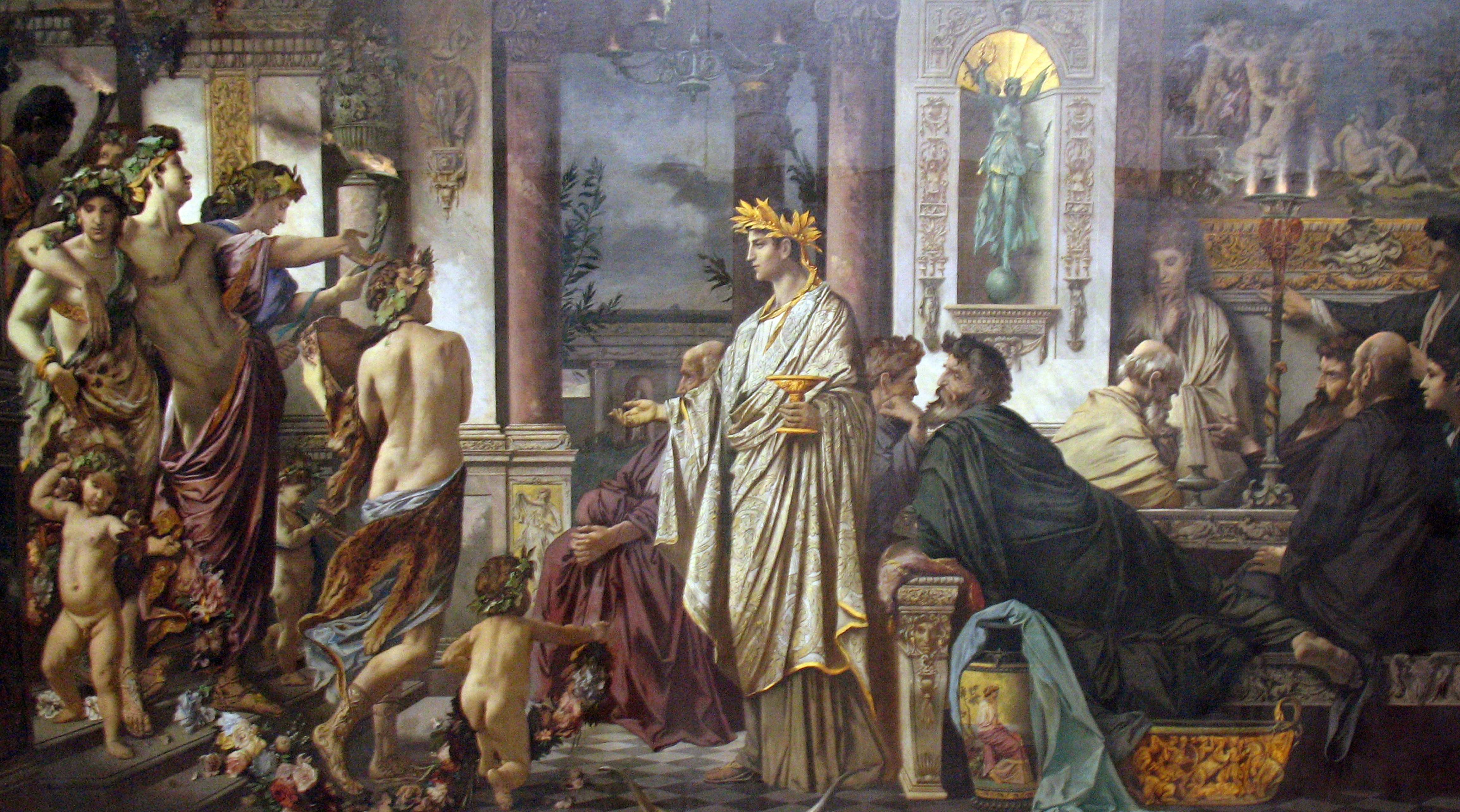
Il banchetto di Platone (II versione 1874), di Anselm Feuerbach.

Il filosofo Platone, soprattutto nelle sue due opere giovanili Fedro e Simposio dedica molto spazio all'amore tra maschi, dando come punto di partenza della propria metafisica il desiderio, eccitato dalla bellezza sensuale. In seguito invece, nell'opera tarda intitolata Leggi giudica l'amore omosessuale in termini negativi.

### Approccio critico di Senofonte e Aristotele
Nelle Elleniche di Senofonte, un discepolo di Socrate, si possono trovare passi relativi ai costumi antichi nei riguardi delle relazioni tra maschi, sanzionanti il rapporto tra un uomo e un giovane: nel libro IV menziona il rapporto evidentemente amoroso tra due soldati greci, mentre alla fine dello stesso narra un episodio di valore compiuto da un amante nei confronti del proprio amato. L'opera par dimostrare che le relazioni inerenti all'omosessualità militare nell'antica Grecia fossero abbastanza comuni.
Ma prima di descrivere nel libro VI le circostanze riguardanti la battaglia di Leuttra ove si affrontano due differenti tipi di rapporti tra uomini in ambito militare, quello della pederastia spartana e quello della pederastia tebana, la sezione più ampia in cui parla dei sentimenti di amicizia romantica tra maschi è quella descritta nel libro V (25 e seg.): si tratta della grande storia d'amore del bel Archidamo III, figliolo di re Agesilao II il quale, innamorato di un affascinante ragazzo di nome Cleonimo, lo aiuta con tutti i mezzi a salvare la vita del padre Sfodria.
Si stima che tali passaggi possano essere un riflesso delle opinioni personali di Senofonte sui valori educativi che venivano instillati dall'amore provato verso i bei ragazzi. Di poco successivo però, lo stesso autore, scrivendo un Simposio in replica a quello di Platone, sembra esprimere idee molto differenti; sicuramente ciò era i parte anche dovuto in parte dalla visione altamente negativa datane da Aristotele il quale nella sua Etica Nicomachea definisce l'omosessualità come un morbo abbinandola ad altre varie specie di perversioni, tra cui il cannibalismo e la crudeltà gratuita: secondo questo punto di vista l'attrazione amorosa tra uomini era del tutto anti-naturale.

### Il discorso di Eschine
Il Contro Timarco è l'orazione superstite più importante di Eschine; il discorso è un atto d'accusa contro uno dei politicanti ateniesi del suo tempo: nel 346 a.C. un uomo di nome Timarco venne accusato di comportamento indegno - nello specifico si tratta di prostituzione maschile - e pertanto impossibilitato ad assumere una carica pubblica. Il caso è stato anche uno dei fili conduttori della lunga polemica tra lo stesso Eschine ed il suo avversario Demostene.
Eschine cerca di screditare i suoi oppositori associando loro l'attività di prostituto, quella che ha permesso a Timarco di guadagnar molto denaro in gioventù vendendo il proprio corpo, raccontando dettagli piccanti delle loro vite private.

### Epigrammisti greci
Nelle raccolte antologiche di poesia greca vi sono un numero molto ampio di epigrammi erotici che al giorno d'oggi definiremmo senza alcun'ombra di dubbio come gay. Questi includono, tra gli altri, la famosa "Corona" (o "ghirlanda") di Meleagro di Gadara (100-60 a.C. circa). L'Antologia Palatina compilata nel X secolo da Costantino Cefala è la più celebre e ne contiene più di 300, suddivisi tra il V e il XII libro, ma vi sono anche altre collezioni minori.
Tra gli autori di tali epigrammi sono menzionati Stratone di Sardi il quale celebra come propria "musa ispiratrice" il suo caro ragazzo; ma ve ne sono inseriti svariati altri i cui autori sono Alceo, Platone, Callimaco di Cirene (libro XII-230), oltre al succitato Meleagro.
Teocrito ci viene invece tramandato attraverso tre epigrammi del libro IX dell'Antologia, 338, 437 e 599 

Il battaglione sacro di Tebe (Grecia) (1840), litografia di Hans Jakob Oeri.

### Opere di Luciano
Nell'opera considerata spuria ed intitolata Gli amori vengono considerati i pro e i contro tra chi sceglie di amare le donne e chi invece preferisce amare i ragazzi. Avversari nel dibattito e sostenitori delle opposte passioni trattate sono due uomini, Caricle di Corinto accompagnato da un coro di ballerine e Callicrate di Atene circondato da uno stuolo di bei giovanotti.
Entrambi citano tutta una serie di argomenti per difendere la loro tesi. Alla fine, l'arbitro che viene nominato dai due, decide in tal maniera: il matrimonio è di certo qualcosa di utile per la vita umana e che porta felicità, se viene realizzato con l'intento di promuovere il proprio destino. Ma penso che l'amore per i ragazzi il quale mira ai sacri diritti dell'amicizia, è l'unica vera ed autentica opera di filosofia. Pertanto, tutti dovrebbero sposarsi, ma solo i saggi lasciarsi abbandonare tra le braccia dei bei ragazzi: l'amore delle donne è per tutti, quello dei ragazzi per i filosofi.

## Letteratura latina
Molti tra i più importanti autori della letteratura latina trattano, sia in prosa sia in poesia, di temi LGBT: dal romanzo Satyricon di Petronio Arbitro pervenutoci mutilo, a quella porzione del Liber di Gaio Valerio Catullo dedicato al bel quattordicenne Giovenzio, alle opere virgiliane, alla feroce satira anti-omosessuale di Decimo Giunio Giovenale, ad alcuni degli Epigrammi di Marco Valerio Marziale più erotici in senso pederastico, fino ai Dialoghi delle cortigiane di Luciano di Samosata.

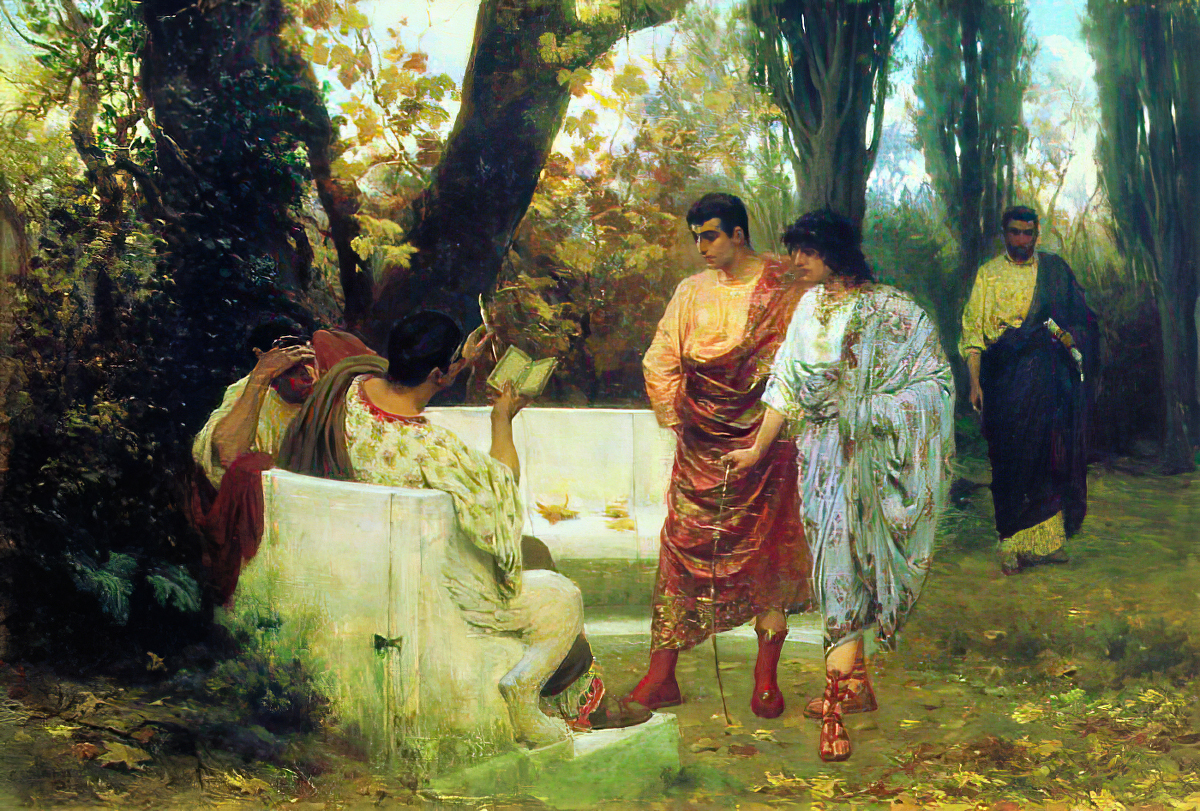
Catullo - autore di poesie dedicate sia a donne sia a ragazzi - legge i propri versi agli amici (1885), di Stefan Bakałowicz.

### La poesia di Catullo
Alcune tra le composizioni in versi di Gaio Valerio Catullo, contemporaneo ed avversario politico di Gaio Giulio Cesare, sono dedicate al suo bel ragazzo appena quattordicenne di nome Giovenzio-Juventius (i carmina numero 15, 24, 48, 81, 99 e 106); queste possono benissimo affiancarsi alle altre, più celebri, dedicate all'amata e più famosa Lesbia, così chiamata in onore di Saffo.
Nei Liber catulliani vi sono anche vanterie "da macho" inerenti soprattutto a conquiste amorose nei confronti di numerosi adolescenti (numero 21, 28, 37, 40, 74), assieme a violente invettive contro gli effeminati e coloro che, pur essendo diventati adulti fatti, continuano purtuttavia a preferire il ruolo sessuale passivo (numero 16, 25, 29, 33, 57, 79, 8 e 112).
Nel carmina 50 indirizza all'amico poeta Gaio Licinio Calvo i suoi saluti includendovi anche termini scherzosamente amorosi; nel numero 55 è tormentato per la passione che prova verso Camerio; nel 56 annuncia d'esser finalmente riuscito a possedere un ragazzo; nel 61 descrive il concubinus di un novello sposo e che fino a quel giorno gli aveva fatto da schiavo-amante (versi 126-150); nel 100 augura ad un amico di riuscire a sedurre il ragazzo da lui tanto bramato.

### Nell'opera di Virgilio
La II ecloga appartenente alle Bucoliche è interamente dedicata al legame omoerotico; divenne tanto famosa nei secoli tra gli omosessuali al punto che nel 1924 lo scrittore francese André Gide nonché premio Nobel per la letteratura nel 1951 intitolò il suo dialogo apologetico nei confronti della pederastia proprio Corydon dal nome di uno dei due protagonisti.
Coridone è un pastore benestante che soffre le pene dell'amore verso il bel ragazzo Alessi; ma questi, ancora uno schiavo, si nega rifiutando i numerosi doni che gli vengono promessi. Alla fine non può fare altro che rimproverare se stesso; sta trascurando il lavoro dei campi per colpa d'un giovane che non lo sa contraccambiare: se Alessi lo rende infelice, ebbene, riuscirà a trovarne un altro di migliore.
Ma anche in alcune altre sue composizioni il sommo poeta latino accenna all'omosessualità; nella III ecloga per esempio ai versi 7-9 troviamo un insulto che si riferisce al sesso anale, poi, più avanti sentiamo Menalca (uno dei protagonisti) cantare tutto il proprio amore nei confronti di Aminta e la sua grande bellezza (tra i vs 66 e 83).
Nell'ecloga V ritroviamo Menalca il quale, approssimandosi a cantare le lodi di Dafni sottolinea di esser stato da lui amato, mentre ai versi 88-90 Mopso nomina Antigene "degno d'essere amato".
Nell'ecloga VII (vs.53-68) si svolge invece una gara di canto tra Coridone e Tirsi: il primo loda la bellezza di Alessi, il secondo di Lìcida.
Infine nella X ecloga (vs. 37-42) un certo Gallo, abbandonato dalla donna amata, così si consola: "certo l'amore sarebbe stato più facile se si fosse trattato d'Aminta o di chiunque altro.

### Tibullo e Properzio
Nella I delle Elegie di Albio Tibullo prima il dio Priapo da consigli su come conquistare i bei ragazzi (I-4), poi il poeta, descrive il proprio amore non ricambiato verso Marato il quale a sua volta ama Fòloe (I-8), infine si lamenta in tali termini: egli è stato tradito dall'amato il quale si è invece concesso ad un vecchio ricco (I-9).
Nella II elegia (II-3) descrive l'amore di Apollo per Admeto.

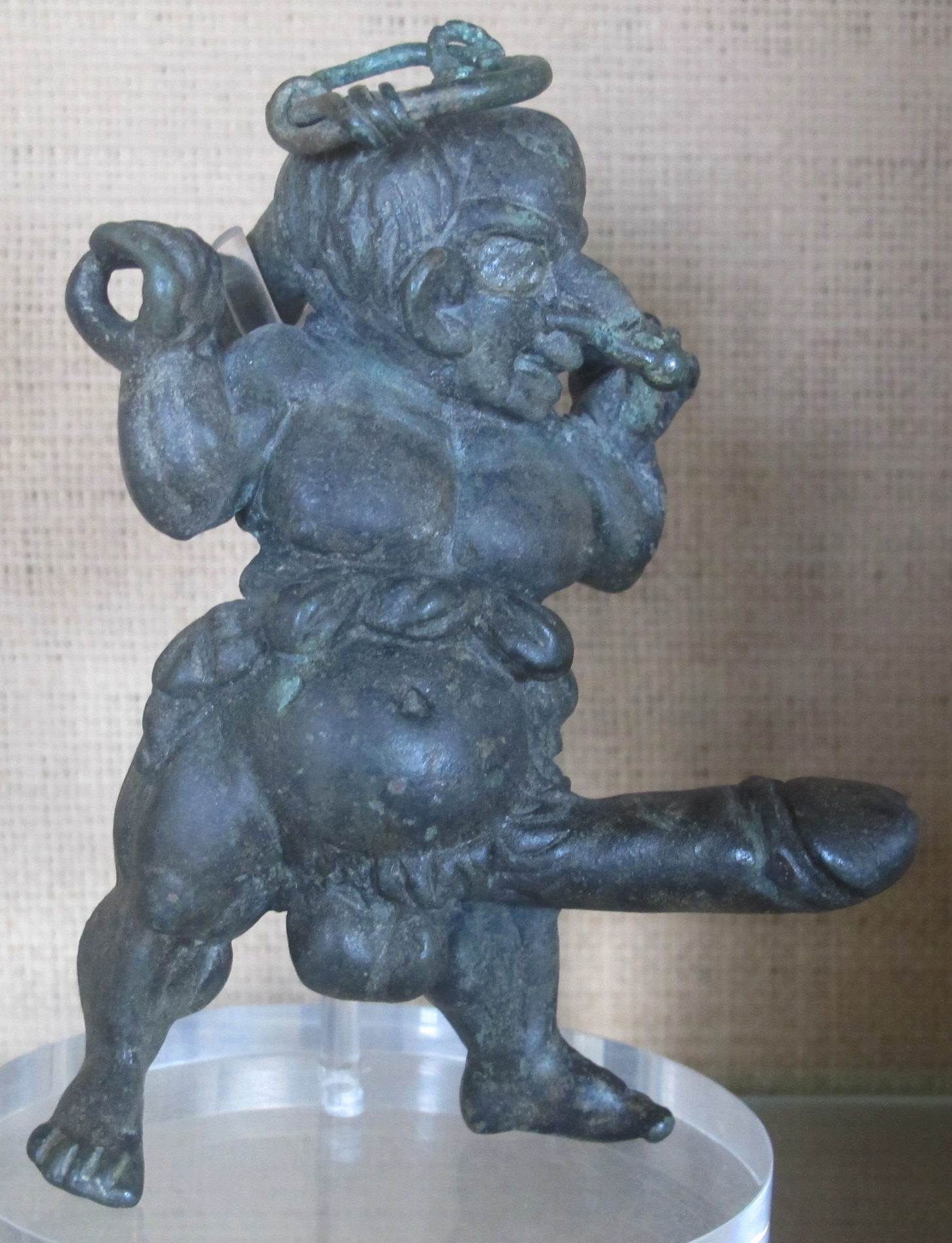
Il dio itifallico Priapo, la causa dei guai erotici di Encolpio nel Satyricon. Bronzetto romano (II-III secolo)

### Il Satyricon di Petronio
Il Satyricon, come lascia intuire lo stesso titolo, è una storia ampiamente satirica (ovvero un "racconto da Satiro") ambientata nella Roma all'epoca di Nerone. I protagonisti sono Encolpio, voce narrante, l'amico Asclito e il sedicenne Gitone, amante di entrambi; lungo il corso della vicenda i due personaggi principali dimostrano di provare forti interessi sessuali sia nei confronti delle donne sia verso i bei ragazzi.
Dopo che Encolpio ha posseduto Gitone, il dio Priapo gli lancia una maledizione, così da farlo precipitare nella più tragica impotenza; solo dopo tutta una serie di rituali riuscirà a recuperare forza e vigore.

### LeVite dei Cesaridi Svetonio
Alcune opinioni sull'omosessualità si ritrovano anche nelle Vite dei Cesari di Gaio Svetonio Tranquillo, opera che narra le biografie dei primi imperatori romani, quelli appartenenti alla dinastia giulio-claudia
L'autore solleva la questione delle pratiche omosessuali e pederastiche attuate dai grandi uomini di cui tratta, usando in parte toni anche fortemente critici; nelle sue biografie descrive senza mezzi termini dell'intimità fra il re Nicomede IV e il giovane Gaio Giulio Cesare, che avrebbe dovuto così essere un partner che rivaleggiava con la regina nel letto reale; mentre a proposito di Ottaviano Augusto scrisse che apprezzava i "servizi" resigli per tremila pezzi d'oro.

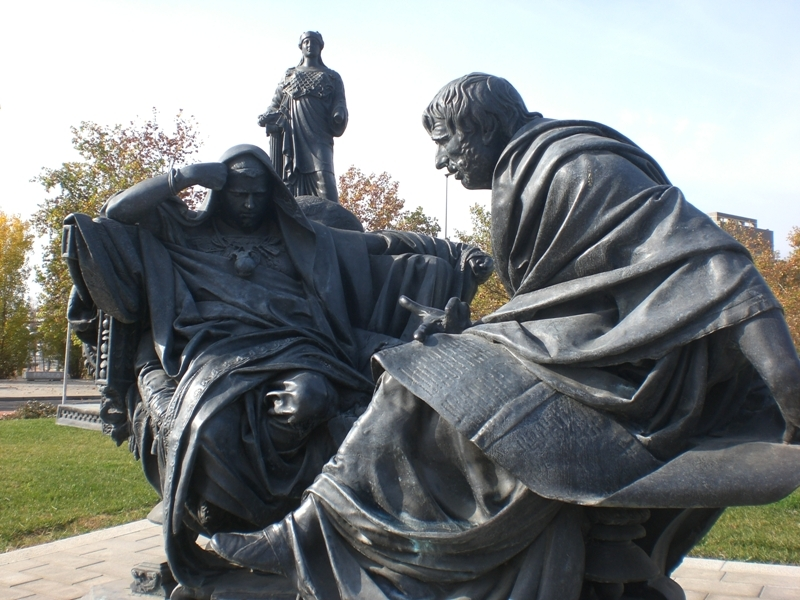
Il giovane imperatore Nerone assieme al suo maestro Seneca.

Nei riguardi di Tiberio afferma poi che era un sadico, che ha voluto adottare i ragazzini indifesi per poi crudelmente sfruttarli sessualmente; in modo simile si parla anche di Nerone, che sposa durante il proprio principato ben due uomini (Sporo e Pitagora) e del suo successore Galba, un grande ammiratore dei maschi muscolosi.
In totale, quattordici dei quindici primi imperatori romani sarebbero stati, se non del tutto omosessuali, almeno tendenzialmente bisessuali: solo Claudio era con certezza esclusivamente eterosessuale.

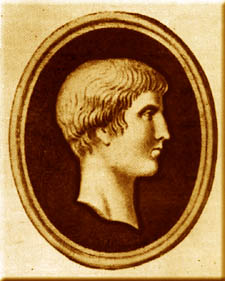
Profilo di Marziale.

### Gli epigrammi di Marziale
Marco Valerio Marziale, conosciuto per la sua lingua affilata e tagliente, ha osservato e quindi immortalato nei suoi libri di Epigrammi una notevole varietà di scene concernenti la vita quotidiana dei concittadini romani del suo tempo; tra questi vi sono anche molti riferimenti alle "abitudini omosessuali" acquisite direttamente dalla cultura greca. Ed ecco che in Liber II-43 si lamenta con un amico molto più ricco di lui il cui "gregge di schiavi poteva gareggiare col pastore troiano: io invece di Ganimede mi devo far aiutare dalla mia mano".
Altrove, in Liber III-65, sospira per un bel giovane: associa il sapore dei baci datigli dal bel Diadumeno a quello dell'odore di una mela morsa da una ragazzina delicata, dell'erba appena brucata da una pecorella, del profumo che sale dalla terra appena bagnata dopo un acquazzone estivo, e conclude chiamandolo crudele perché deve sempre faticare a chiederglieli.
In IV -42 descrive come dovrebbe essere il suo ragazzo ideale: nascere sulle rive del Nilo come tutte le creature più maliziose, però d'un color più bianco della neve, gli occhi come delle stelle e i capelli lunghi e lisci fino al collo, la fronte stretta e il nasino all'insù, le labbra come le rose rosse di Paestum, "che spesso mi costringa quando non voglio e, quando voglio io, non voglia lui", che sia sfrontato ma che abbia paura degli altri ragazzi e scacci le fanciulle.
In VI-33 allude ad un uomo effeminato che, a causa di varie disgrazie cadutegli addosso, ora gli tocca "scopare per vivere".
Dello stesso argomento sono anche VI-29, VIII-46, IX-36, X-66, XI-45, XII-56. Allusioni varie all'omosessualità ci sono però anche in I-88, II-55, IX -59, IX-73, X-102, XI-15, XI-23, XI-78, XI-104, XII-46. In I-90 infine descrive una lesbica: "Bassa... tu hai il coraggio di unire due fiche tra di loro, la tua smania sessuale ti fa fingere di essere un maschio".

### La satira di Giovenale
La II delle sue Satire Decimo Giunio Giovenale si scaglia contro il dilagare dell'effeminatezza e del travestitismo, con gli uomini che sono giunti al punto dal voler celebrare matrimoni tra di loro.
Anche nella VI Satira, quella dedicata "Contro le donne" allude al lesbismo come una delle fonti della decadenza sessuale del suo tempo.
La IX Satira da invece voce ai guai di Nevolo, un prostituto attivo che non riesce più a guadagnare per colpa dell'estrema avarizia dei "cinedi".

## Torah e tradizione giudaica
I testi sacri della religione ebraica classificano chiaramente l'omosessualità come un male, occupandosi però esclusivamente del rapporto sessuale tra uomini; nonostante ciò alcuni passaggi dell'Antico Testamento son interpretati da alcuni come esemplari relazioni sentimentali ed amorose tra persone dello stesso sesso.

### Levitico e Deuteronomio
Il Levitico è assai chiaro e deciso su questo punto, con una formulazione tra le più nette e decise: Non avrai relazioni carnali con un uomo così come le hai con una donna. Questo è un abominio! (Lev. 18.22) Ancora: Se un uomo giace con un altro uomo così come fa con una donna, hanno commesso un abominio. Entrambi saranno puniti con la morte e il sangue così sparso ricadrà su di loro (Lev. 20.13).
All'Antico Testamento capita di parlare di omosessualità ad esempio in associazione ai sacrifici umani di bambini compiuti in onore del dio dei cananei Moloch e tratta il divieto riguardante gli atti omosessuali non solamente come decisione di legge inerente al Diritto, ma anche classificando negativamente la loro eventuale validità etico-sociale, esprimendo un giudizio di valore - eminentemente morale - di "disgusto".
Viene utilizzata per queste formulazioni la parola toevah-abominio la quale apar anche in altri contesti anti-pagani e fortemente contrari alle pratiche religiose del politeismo quali idolatria, prostituzione sacra, magia e divinazione.
Il divieto più stretto vale anche per il crossdressing: la donna non deve indossare gli abiti di un uomo e un uomo non deve vestire abiti femminili, perché chiunque compie tali azioni è in abominio davanti al Signore tuo dio (Deuteronomio 22.5).

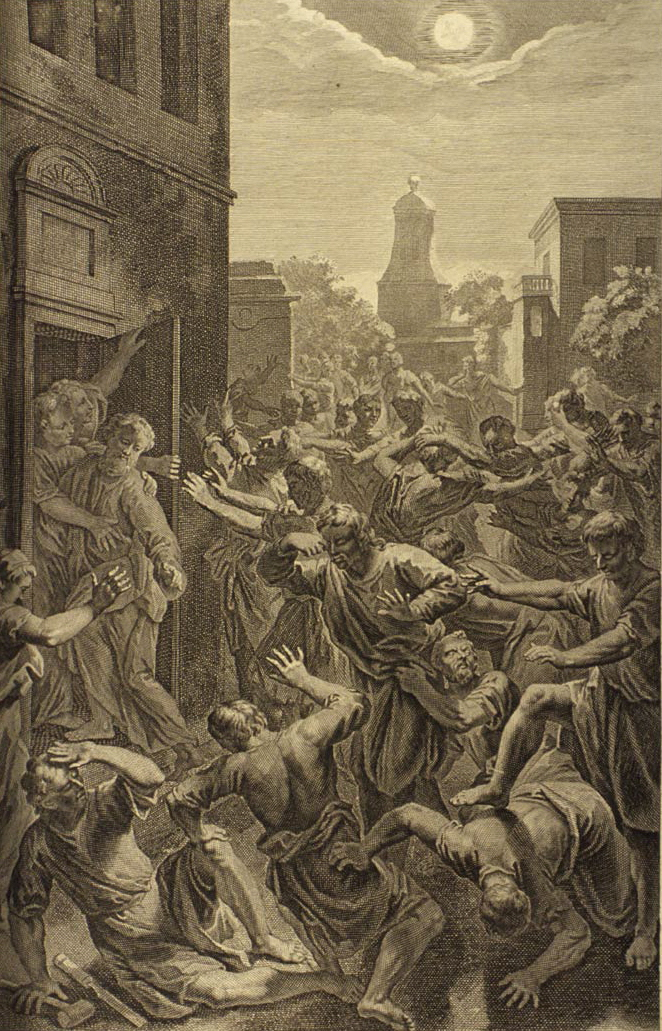
I sodomiti colpiti dalla cecità poco dopo aver tentato di aggredire gli angeli, illustrazione di Gerard Hoet (1648-1733).

### La storia di Sodoma
Nel Libro della Genesi (19, 1-29) viene narrata la storia riguardante gli abitanti di Sodoma e Gomorra i quali, in aggiunta a tutti gli altri tipi di malvagità e cattiverie possibili, praticavano anche l'omosessualità.
Accadde che due angeli, prese le sembianze di esseri umani, vennero inviati dal Signore proprio a Sodoma per essere ospitati da Lot che ivi risiedeva; ora, tutti gli abitanti - sia giovani che anziani - appena appresa la notizia che il loro concittadino stava ospitando degli stranieri, cominciarono ad accalcarsi davanti all'uscio fin quasi a circondar l'intera casa del patriarca nipote di Abramo. Si fecero così sentire parlando ad alta voce: "dove sono gli uomini che sono venuti da e questa notte? Falli uscire, in modo che noi possiamo abusare di loro!".
Lot difese i suoi ospiti come meglio poteva chiedendo agli aggressori di rinunziare a questo malvagio intento, in cambio avrebbe consegnato alla folla le due figlie ancora vergini perché facciano pure loro tutto quel che più gli aggrada. Ma gli aggressori non demordono, fino a quando non riescono finalmente a fare irruzione nell'abitazione di Lot con la forza; qui però incontrano il proprio destino: vengono difatti fulmineamente accecati dagli angeli, che pertanto riescono a sfuggire all'assalto.
A seguito di un tal gravissimo evento sopra Sodoma precipita presto l'ira divina, un disastro inimmaginabile accade, che seppellisce vivi tutti sotto una pioggia di zolfo e di fuoco.

### La critica dei capi in Isaia
L'omosessualità come peccato messo in parallelo alla vicenda di Sodoma ricompare nel Libro di Isaia (3, 8-9) all'interno del contesto della critica serrata che il profeta Isaia fa ai leader della nazione di Israele: "Infatti Gerusalemme e il regno di Giuda sono crollati, in quanto le loro parole ed azioni si sono dimostrate essere contrarie alla volontà del Signore, insultando in tal modo la sua divina Maestà... mettono in mostra il proprio peccato come fece Sodoma, senza neppure nascondersi. Guai a loro, perché preparano per se stessi il disastro".
Il profeta dice quindi assai chiaramente che si sono attirati l'ira divina perché non solo hanno praticato il peccato, assimilato a quello di Sodoma, ma non hanno neppure avuto la decenza di nascondersi: la caduta del regno di Israele e di conseguenza la dispersione delle dieci tribù del nord ne è il risultato. Nel versetto 12 prosegue il pensiero sullo stesso tono: "Ah, il mio popolo. Un bambino lo tiranneggia e le donne lo governano!" L'omosessualità ha condotto al potere donne e bambini, e ciò ha portato a tragedia sicura.

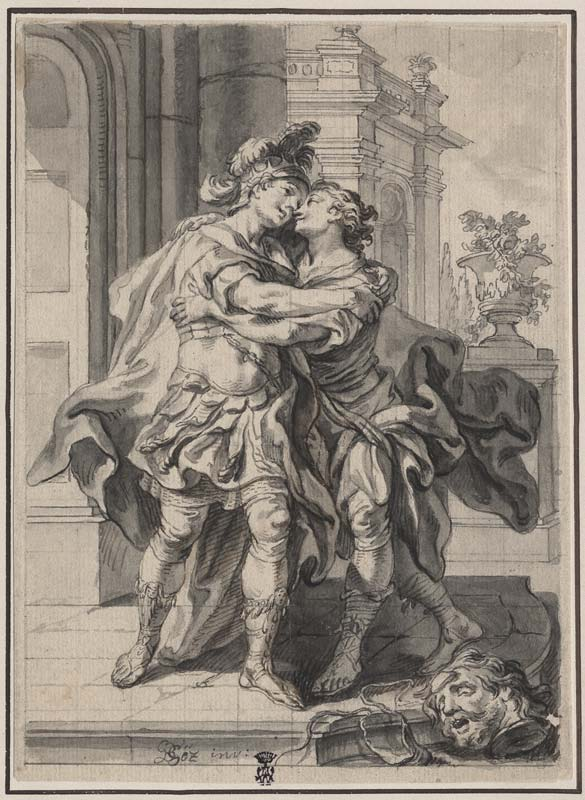
Gionatan saluta Davide dopo che questi ha ucciso Golia, di Gottfried Bernhard Göz.

### Davide e Gionatan
I Libri di Samuele contengono invece una vivida descrizione della relazione intercorrente tra l'allora giovinetto Davide e il poco più grande Gionatan, il figlio maggiore del primo re Saul. I due si sono incontrati per la prima volta dopo che il pastorello appena adolescente ha abbattuto con un solo colpo di fionda il temibile gigante Golia; portando la testa dell'avversario sconfitto ai piedi del re, suo figlio fa un passo avanti come per presentarsi al ragazzo, ed ecco che: 
Il principe si spoglia per rivestire Davide, che riceve in tal maniera onori da autentico re; ma ben presto questo suscita la gelosia del vecchio Saul, che finisce col riproporsi di far uccidere quello che sta diventando sempre più un concorrente al trono: Gionata però non solo non segue le volontà paterne, ma avvisa l'amico - per cui prova un grande affetto (19, 1) - mettendolo in guardia dal pericolo che sta per correre. Lo fa nascondere, confermando allo stesso tempo i sentimenti che prova nei suoi confronti: ancora una volta giura in nome del grande amore che prova per lui, "perché gli voleva bene e lo amava come la sua stessa anima" (20, 17).
Poco dopo Gionata rinunzia addirittura al diritto di ereditare il regno: "la mano di mio padre non riuscirà a raggiungerti. Tu regnerai sopra Israele ed io sarò secondo dopo di te. Essi strinsero così un patto davanti al Signore" (23, 17-18). Saul, com'è lecito attendersi, si era assai adirato col figlio: "Figlio perverso e ribelle, non so io forse che tu prendi le difese (letteralmente: che ti sei scelto) del figlio di Iesse), a tua vergogna e a vergogna di tua madre?" (20, 30-31). Come risultato dell'ostilità paterna, i due compagni sono costretti a separarsi: "Davide cadde faccia a terra e si prostrò tre volte, poi si baciarono l'un l'altro e piansero, singhiozzanti" (20, 41).

Quando Gionata muore Davide si cade in lutto:
Secondo l'interpretazione tradizionale la vicenda ha da inquadrarsi nell'ambito dell'amicizia romantica tra due giovani uomini, respingendone quindi la versione dei fatti in senso anche erotico.

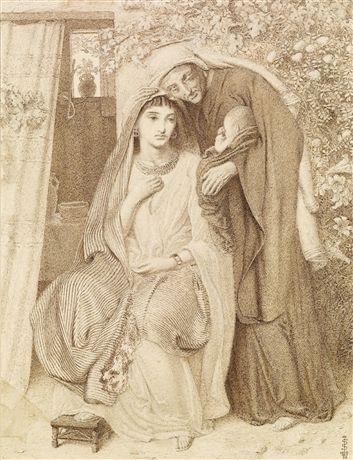
Ruth e Naomi, illustrazione del 1860.

### Ammonizioni presenti nel Talmud
Rabbi Judah ha detto: l'uomo non sposato non deve essere lasciato da solo ad occuparsi del gregge, né due uomini dovrebbero dormire dentro lo stesso letto. Ma il saggio acconsentì a questo. Per quale motivo? Rabbi Giuda disse che Israele non può essere sospettato di omosessualità o di bestialità (Kiddushin 82 bis).
Nei libri del Talmud il tema dell'omosessualità è sollevato più volte; essa non è considerata dai saggi studiosi ebraici come una tendenza innata, ma che è acquisita adottando le pratiche di altre culture, ad esempio quelle degli abitanti di Canaan e dell'antico Egitto. Il Talmud dice che l'omosessualità è una questione di scelta e spiega quindi anche il perché del divieto della Torah rivolto a tali atti.
Il parere dominante pare essere quello che intende l'omosessualità maschile come una deroga al comandamento di essere fecondo e di riprodursi; essa coinvolge anche l'adozione di abitudini delle nazioni straniere, come i sacrifici umani di bambini e la divinazione. Spiegando, tra gli altri, il simbolismo del diluvio universale, si ritiene che questo fosse stato una punizione inviata per l'universalità e l'accettabilità delle relazioni omosessuali in tutto il mondo d'allora.

## Letteratura e mitologia germanica
Nell'antica letteratura germanica (islandese, scandinava ecc...), non c'è una saga di libri che trattano direttamente dell'omosessualità, ma in molte saghe essa è più o meno apertamente menzionata. Sembra esservi stata una differenza di giudizio sociale tra omosessualità passiva ossia il subire l'atto di sodomia e l'omosessualità attiva (vedi anche attivo e passivo nel sesso): la persona passiva era trattata come "Ergi" e questo è stato considerato un grave insulto.
La "Guðmundar Saga" descrive uno stupro di gruppo compiuto da alcuni giullari nei confronti di un giovane prete; ciò è stato deciso per punire il fatto che il sacerdote aveva un amante.
Nell'"Helgakviða Hundingsbana I" (o "Prima canzone di Helgi"), poesia allegata alla raccolta di mitologia norrena dell'Edda poetica due guerrieri s'insultano pesantemente con l'epiteto di "Ergi" prima d'iniziare il combattimento.
Saxo Grammaticus menziona nel suo Gesta Danorum degli uomini al servizio della dea Freya e del dio del mare e dei venti Njörðr che avevano con sé degli "ergi"; in tal caso l'omosessualità sembrava accettata per il ruolo del sacerdozio.

## Letteratura araba medioevale
Nei paesi arabi entrati a far parte dell'influenza musulmana a partire dall'alto Medioevo il comportamento omoerotico diviene oggetto di rigorosa valutazione gli studiosi e teologi dell'Islam

## Medioevo

### Yde et Olive
L'opera presenta temi relativi al travestitismo, al lesbismo e al transgenderismo; la protagonista Yde è una giovane principessa, costretta a travestirsi da uomo per sfuggire alle brame incestuose del padre. Yde assume un'identità maschile facendosi chiamare Ydé. Giunta a Roma diventa cavaliere e incontra la bella Olive, figlia dell'imperatore, che subito si innamora di lei. I due giovani si sposano, ma non possono consumare il matrimonio, nonostante siano innamorati (il tema riprende il mito di Ifide presente nelle Metamorfosi di Ovidio). La vera identità di Yde viene scoperta e la coppia rischia di essere bruciata sul rogo; quando tutto sembra perduto scende un angelo dal cielo e trasforma Yde in un vero uomo.

## XIV secolo

### Il Decameron di Boccaccio
In una luce naturale e con tono ampiamente scherzoso il tema del contatto fisico tra maschi viene trattato - esempio tra i più eclatanti prima del Rinascimento - nella raccolta di novelle intitolata Decameron dello scrittore italiano Giovanni Boccaccio: un esempio è dato dalla 10ª storia della 5ª giornata in cui un uomo scopre l'adulterio perpetrato dalla moglie con un bel giovane. Il marito, scoperto il fattaccio, generosamente perdona la moglie, non solo, ma invita l'amante a cena proponendo un accordo che possa tranquillamente soddisfare tutti e tre; il mattino seguente il bel ragazzo non pareva più essere tanto sicuro con chi avesse passato la maggior parte della notte, se con la moglie o col marito.

## XV secolo

### Testi omosessuali in Villon
Nel 1884 venne alla luce una raccolta di ballate precedentemente sconosciute del poeta François Villon, composte con molta probabilità tra il 1456 e il 1461: pubblicate sotto il titolo di Ballades en argot homosexuel, sono piene di appassionate metafore sessuali e descrizioni dirette di pratiche erotiche tra uomini.

## XVI secolo

### Teatro e poesia di C. Marlowe
La sessualità umana e l'ambiguità ad essa connessa è tra gli argomenti che maggiormente interessano il drammaturgo inglese Christopher Marlowe; la sua rappresenta un'autentica sfida all'autorità del tempo nel tentativo di abbattere quelli che da sempre vengono considerati i maggiori tabù, ossia quelli relativi alla sfera sessuale.
Il suo dramma Edoardo II (1592) ruota tutto attorno al personaggio del re Edoardo II d'Inghilterra e della sua inarrestabile passione amorosa nei confronti del conte Pietro Gaveston, suo coetaneo e carissimo amico d'infanzia. Un successivo libero adattamento del dramma di Marlowe verrà realizzato nel 1991 col film Edoardo II diretto dal regista gay Derek Jarman.
Nel poemetto erotico del 1598 dedicato alla coppia mitologica Ero e Leandro viene narrata la vicenda di due ragazzi, maschio e femmina follemente innamorati ma che però vivono sulle due rive opposte dell'Ellesponto; ora, quando il bel Leandro attraversa a nuoto lo stretto marino nel tentativo di raggiungere finalmente la propria amata, il dio Nettuno lo scorge rimanendo immediatamente colpito ed estasiato dalla sua suprema beltà.
Il dio, che lo paragona e confonde con Ganimede, l'adolescente amato da Zeus, vuole condurlo con sé nelle profondità del suo regno marino fino alla propria reggia; Leandro a questo punto, mentre il dio lo bacia confessando tutto l'amore che prova nei suoi confronti, protesta cominciando a gridare: "Guarda che ti sbagli. Io non sono una donna!".

### Sonetti e allusioni omoerotiche nel teatro di Shakespeare
Dei 154 sonetti attribuiti a William Shakespeare composti tra il 1591 e il 1604 (vedi i Sonetti) e che hanno a che fare con i temi dell'amore, della bellezza e della moralità, i primi 126 si rivolgono ad un misterioso "bel giovane". Nei primi 17 il poeta si rivolge al ragazzo, chiamato al passo del matrimonio: avendo dei figli, gli suggerisce, avrà così un modo infallibile per poter trasmettere la sua bellezza ad altri esseri, trasferirla alle future generazioni.
I sonetti dal 18 al 126 continuano a rivolgersi al suo enigmatico interlocutore; qui il poeta, non incitandolo più a percorrere la via comune che porta alla riproduzione, usa invece un tono d'intenso lirismo amoroso indicante lo strettissimo rapporto che vi è tra l'autore e il soggetto del suo sentimento. Vari critici e studiosi hanno riconosciuto in essi forti elementi di omoerotismo, venendo addirittura interpretati come la prova dell'effettiva bisessualità di Shakespeare.
Argomenti espliciti relativi alle persone LGBT nei drammi di Shakespeare non ve ne sono (altresì però innumerevoli personaggi attuano per vari motivi il travestitismo), ma in due casi vi si possono individuare alcune allusioni:
- ne Il mercante di Venezia (1596-7) viene descritta la profonda malinconia che avvolge come una cappa di nebbia Antonio nel venire a sapere la notizia che il caro amico Bassanio è in procinto di sposarsi con una ragazza. Solanio, un amico di Bassanio, afferma che "credo che Antonio ami la vita solo per amor di Bassanio", mentre quest'ultimo nel corso del processo dice "Antonio, io mi sono sposato una donna che mi è più cara della vita; ma la mia stessa moglie, che è per tutta la mia vita, e il resto del mondo, non valgono per me quanto la vita tua; e li sacrificherei, in pieno". In nessun altro dramma shakespeariano esistono frasi così dense sul legame fra due personaggi maschili.
- Uno solo fra i tanti esempi di ambiguità sessuale (travestimento della donna che finge di essere un uomo[42]) presenti in tutta l'opera shakespeariana è quello de La dodicesima notte (1599-1601): la giovane Viola (gemella di un ragazzo di nome Sebastian) travestita da maschio deve cercare convincere la contessa Olivia al matrimonio con il bello ed affascinante Orsino, amato segretamente dalla stessa Viola la quale, per poter stargli accanto, ha preso sembiante maschile col nome di Cesario e si è messa al suo servizio.

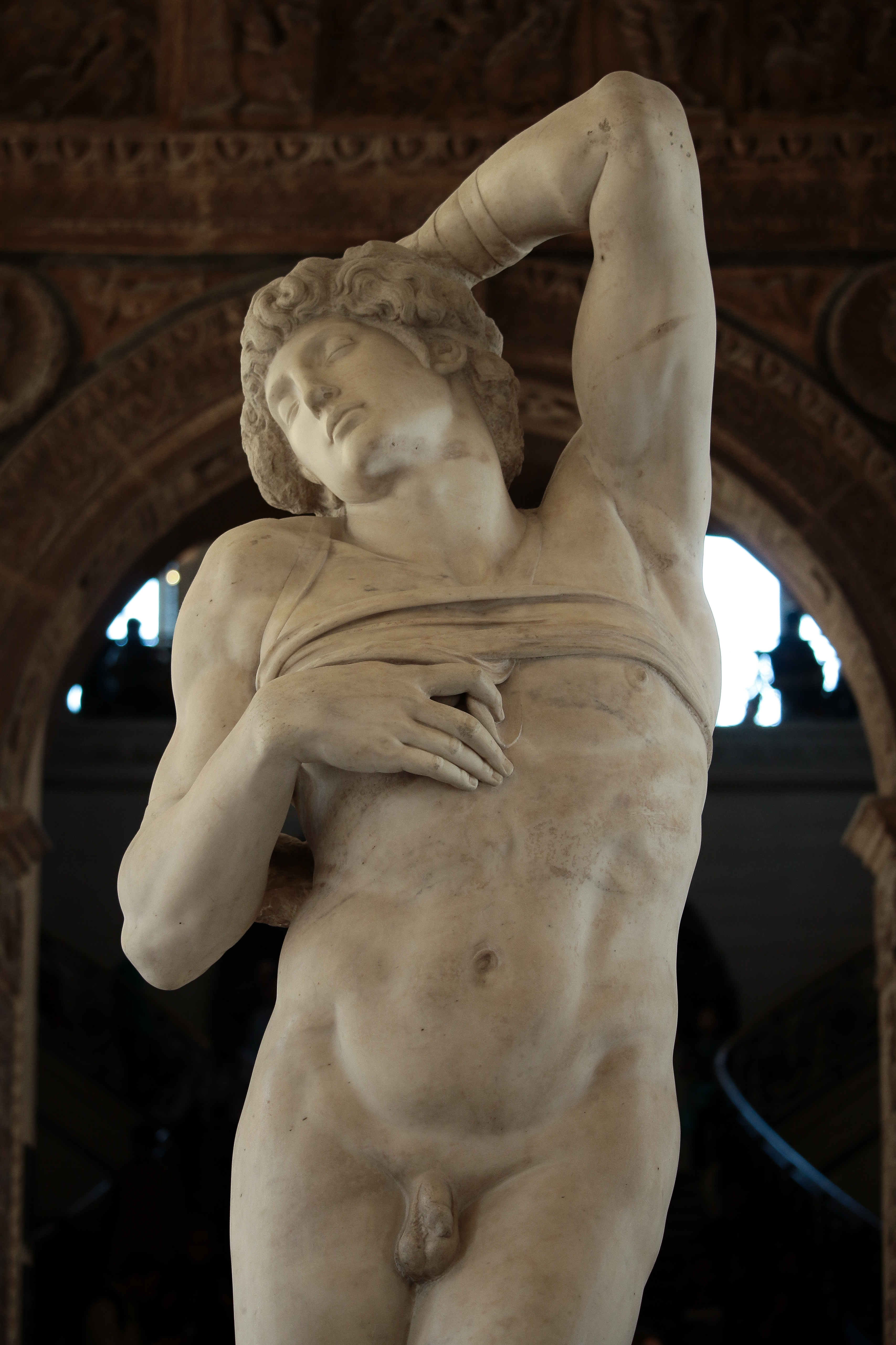
Particolare dello schiavo morente di Michelangelo.

### Omoerotismo michelangiolesco
Molti ricercatori hanno sottolineato la presenza trasbordante di nudi maschili nei dipinti e nelle sculture di Michelangelo Buonarroti, alcuni dei quali divenuti presto opere classiche di omoerotismo, basti solo citare il David e lo Schiavo morente ma anche lo stesso Cristo della Minerva.
Mentre si sa relativamente di più sulla vita personale di Leonardo da Vinci e della sua stretta opera di collaborazione avuta con giovani uomini (uno su tutti Salaì, suo presunto amante), quasi nulla si conosce invece sulla vita più intima e privata di Michelangelo, anche s'egli ebbe un'esistenza molto lunga; sappiamo per certo che non s'è mai sposato e che non ebbe alcun figlio. La sua unica amicizia femminile riscontrata, quand'era già in età avanzata, fu quella con Vittoria Colonna.
Tra le sue amicizie maschili più strette quella maggiormente conosciuta è rivolta a Tommaso de' Cavalieri; quando i due s'incontrarono per la prima volta nel 1532, l'artista aveva già 57 anni, mentre il suo giovane amico appena 23. Michelangelo ha scritto anche appassionate poesie d'amore in forma di sonetto, ed alcuni dei più conosciuti è proprio quello rivolti al bel patrizio romano.

### Altri
Nelle memorie di Benvenuto Cellini  vi sono molti passi riguardanti sue storie e avventure con altri uomini, anche se la maggior parte dei primi curatori e traduttori cambiò i pronomi da "lui" a "lei".
Il drammaturgo libertino Théophile de Viau sarà accusato nel 1622, sulla base di poesie erotiche in cui aveva descritto il suo amore per il collega poeta Jacques Vallée, di sodomia e fatto imprigionare, dopo di che viene costretto all'esilio.

## XVII secolo
Nel corso del XVII-XVIII secolo fa la sua apparizione il romanzo libertino il quale usa, tra gli altri, anche il sentimento omoerotico per provare le sue tesi filosofiche anticlericali. Il testo di Sodom, or the Quintessence of Debauchery (1684) è prima piece teatrale della storia a contenuto apertamente omosessuale ed è attribuita all'autore libertino John Wilmot

## XVIII secolo
Jędrzej Kitowicz, sacerdote polacco, storico e diarista, in " Descrizione dei costumi durante il regno di Augusto III di Polonia" descrive disgustato che i cosacchi vivono nei loro campi fortificati denominati Sich dando prova della loro falsità indulgendo nei loro peccati preferiti, che sembrano derivare direttamente da quelli maggiormente condannati nell'Antico Testamento: "Pur avendo mogli o donne... in realtà conducono una vita bestiale, indulgendo nel peccato di Sodoma e combinandolo con altre oscenità, non vedendo la natura ripugnante in sé della cosa non essendovi alcuna penalità per averla commessa".
Il romanzo di formazione, "la forma letteraria più strettamente collegata al rafforzamento delle identità del mondo moderno" - di cui illustri esempi novecenteschi saranno Tonio Kröger e I turbamenti del giovane Törless - può anche esser fatto risalire a I dolori del giovane Werther: la contrapposizione cioè tra due distinti modelli di mascolinità.
1. Albert: un perfetto borghese, affabile ma un po' arido, incapace di emozionarsi, con un solido impiego alle spalle
2. Werther: atipico, "deviante", un eroe del romanticismo nascente, appassionato e costantemente sovreccitato, capace di piangere, con un abbigliamento decisamente al di fuori della norma e sconfinante nella civetteria (marsina blu, pantaloni e panciotto gialli). La tragedia che ne consegue avrebbe forse molto più senso se riformulata in termini di "disagio di genere"[45].

## XIX secolo
Il XIX secolo è stato un periodo in cui nella maggior parte dei paesi europei veniva criminalizzato qualsiasi forma di contatto sessuale tra maschi, in alcuni di essi vi era addirittura la pena di morte; ciò ha avuto le sue conseguenze anche in letteratura. Opere, sia in prosa sia in poesia, che si occupano di tematiche LGBT sono molto spesso state emesse direttamente in forma anonima.
Nelle opere invece pubblicate apertamente e destinate ad una vasta gamma di pubblico le differenze sessuali e le relative discussioni venivano coperte da un velo di allusioni e simboli appena percepibili dagli "iniziati". Sull'omosessualità pesava ancora direttamente l'epiteto di sodomia e non era in alcuna maniera permesso dire apertamente e ad alta voce ciò che definiva l'ambiguità nelle questioni delle preferenze date dall'orientamento sessuale.
In lingua inglese il primo romanzo della letteratura gay è stato I peccati delle città della pianura (1881), con l'aggiunta del sottotitolo "Brevi saggi sulla sodomia e il tribadismo".

### Personaggi omosessuali nellaComédie humainedi Balzac
Honoré de Balzac è uno dei primi romanzieri moderni a trattare in maniera ripetuta il tema dell'omosessualità, con uno dei protagonisti ricorrenti in molte opere della Commedia umana che viene spesso considerato essere il primo personaggio gay nella letteratura francese: Vautrin è però anche un malavitoso ed ex galeotto con una peculiare predisposizione ed attrazione nei confronti dei giovani uomini, a cui si dedica anima e corpo, primi fra tutti i belli ed ingenui Eugène de Rastignac e Lucien de Rubempré.
La rivelazione riguardante l'omosessualità di Vautrin si trova al termine di Papà Goriot (1834) ed il personaggio è presente anche nelle successive Illusioni perdute (1837-43) e in Splendori e miserie delle cortigiane (1838-47), oltre ad aleggiare come nome più volte richiamato anche nel romanzo La duchessa di Langeais (1834). 
Sarrasine è una novella pubblicata per la prima volta nel 1830; essa narra dell'innamoramento di un giovane uomo per una cantante d'opera italiana, Zambinella, la quale si rivelerà però essere un maschio che è stato sottoposto a castrazione.
Séraphîta (1835) è uno dei più celebri esempi di androginia nella letteratura moderna, amato come tale da Wilfrid mentre è allo stesso tempo amato anche da Minna che lo conosce come Séraphitüs.
In La ragazza dagli occhi d'oro, un racconto lungo scritto nel 1835 infine l'autore mette come protagonista una ragazza apertamente lesbica; la storia ruota attorno ad un triangolo emotivo e amoroso tra un uomo e due donne: un triangolo sentimentale, perché Paquita è anche l'amante della sorellastra dell'amico playboy e dandy, il conte Henri de Marsay, la marchesa di San-Real. Fa parte della Storia dei tredici, di cui costituisce il terzo e conclusivo capitolo: rappresenta uno degli studi delle "Scene della vita parigina" della Commedia umana.

### Vampiri e detective

#### Vampiri
Palesemente dietro alla raffigurazione del vampiro si cela qualsiasi "identità deviante". Il vampiro di John Polidori (figlio del segretario particolare di Vittorio Alfieri), è modellato sul fascino bisessuale dell'eroe alla George Gordon Byron.
Carmilla di Joseph Sheridan Le Fanu è un racconto dalle chiare risonanze lesbiche, il primo ritratto di un vampiro-donna.
In Dracula di Bram Stoker il "Conte" è una minaccia che aleggia imponente e affascinante, in più "aggredisce alle spalle". La sua prima grande celebre trasposizione cinematografica sarà Nosferatu il vampiro del regista tedesco omosessuale Friedrich Wilhelm Murnau. L'abbinamento tra temi gotici e omosessualità verrà in seguito praticato largamente da Hollywood: il vampirismo ha a che fare con l'immortalità della "diva gelida" (la "vamp") che non accetta di invecchiare.

#### Detective
I primi personaggi del poliziesco erano ricalcati sulla figura del dandy (raffinatezza aristocratica intrisa di estetismo e effeminatezza): estremamente colti, utilizzavano tecniche di rilassamento - per così dire - "alternative" e quasi mai si facevano irretire dalla femme fatale di turno; esageratamente curiosi, con la capacità si sentirsi a proprio agio in qualunque ambiente venissero a trovarsi, con il gusto dell'attività estetica del tutto fine a se stessa; dei dilettanti che non indagano per soldi bensì per combattere il Taedium Vitae.
Il capostipite Auguste Dupin, protagonista di I delitti della Rue Morgue prima e di Il mistero di Marie Roget poi, creato da Edgar Allan Poe è:
1. un aristocratico che si diletta a scrivere poesie e ammira Epicuro;
2. sempre vigile e in allerta;
3. intellettualmente un modello di androgino;
4. intimo amico di un noto dandy i cui servitori sono quasi tutti giovani italiani del meridione;
5. non frequenta nessuna donna;
6. esce solo di notte a braccetto col narratore, mentre durante il giorno stanno rinchiusi in casa bruciando profumi e con le finestre ben serrate.

Il suo più celebre successore, Sherlock Holmes - insieme a Oscar Wilde la massima incarnazione dell'estetismo dell'età vittoriana - partorito dalla penna di Arthur Conan Doyle:
1. è appassionato di musica (suona il violino);
2. fa uso di morfina e cocaina;
3. prova un'istintiva diffidenza verso tutto ciò che è naturale ed extra-urbano;
4. il suo stato civile rimane cocciutamente quello di scapolo (uno dei più popolari eufemismi per indicare l'omosessuale);
5. non ha alcuna amicizia femminile e mantiene una stretta solo col fido dottor Watson.

La fobia sociale destata dagli omosessuali «è ravvivata dalla convinzione che posseggano un Gaydar infallibile che permette loro di riconoscersi a colpo d'occhio: l'intuizione estremamente raffinata, una sorta di percezione extrasensoriale proprio “alla Sherlock Holmes”. Qualcosa di magico e sinistro… assieme alla ricerca dell'eterna giovinezza».
Nero Wolfe di Rex Stout ha una predilezione estrema per la coltivazione di fiori in serra, nello specifico le orchidaceae (la cui etimologia rimanda ai testicoli), amate da dandy e omosessuali in quanto esotiche, rare e difficile da mantenere spontaneamente in salute:
1. è di stazza alquanto considerevole, non si muove mai da casa quai avesse una vera e propria agorafobia e mantiene i rapporti con la società esterna solo grazie al suo fido factotum Archie Goodwin; è bonariamente affetto da misoginia[56].

Philo Vance di S. S. Van Dine è un esteta dai nobili natali radicato a New York, cultore della filosofia di Friedrich Nietzsche, tiene sempre un abbigliamento e comportamento impeccabile, ha una cura estrema per il proprio aspetto, usa il monocolo e ha come collaboratori solo colleghi maschi.

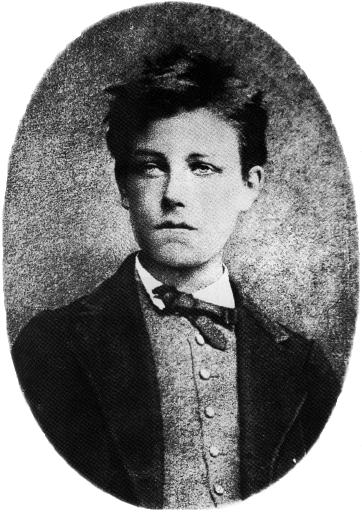
L'adolescente Rimbaud nel 1871.

### Verlaine e Rimbaud
Il famoso rapporto tra i due poeti fu notoriamente da subito assai burrascoso, Paul Verlaine aveva allora ventisette anni e si era da poco sposato ed aspettava un figlio, mentre Arthur Rimbaud ne aveva dieci di meno. Si conobbero nel 1871, in contemporanea con la Comune di Parigi e vissero insieme per ben due anni (Verlaine, in quest'occasione, abbandonò la moglie e l'intera famiglia di lei); ma alla fine la conclusione di questo rapporto si è rivelato essere quantomai tragico.
Verlaine prese a pistolettate l'amico/amante adolescente che voleva abbandonarlo, ferendolo fortunosamente solo leggermente ad una mano, mentre l'attentatore venne condannato a due anni di carcere con una sotto-accusa di aver compiuto atti sodomitici. Il frutto delle sue esperienze omosessuali è diventato una raccolta poetica intitolata Hombres (uomini), scritto successivamente negli anni tra il 1890 e il 1891 ma pubblicato in forma anonima solamente nel 1903 ben otto anni dopo la morte del poeta e con il contrassegno "emesso in segreto, non è in vendita".
Altri scrittori gay importanti di questo periodo sono Joris-Karl Huysmans, che influenzò notevolmente la corrente del decadentismo, Edmond de Goncourt e Jean Lorrain.

### Dandismo e degenerazione
Il dandismo è un "culto del sé che tende all'artificiosità, all'eleganza, alla metamorfosi, alla sterile autosufficienza algida e allergica al lavoro" (per Wilde, "il lavoro è la maledizione delle classi bevitrici"); una filosofia della vita impregnata di estetismo e decadentismo. Nel 1884 viene dato alle stampe Controcorrente di Joris-Karl Huysmans.
La sua prima traduzione in lingua inglese sarà con il titolo Against Nature: protagonista è il tipico "degenerato" dell'oramai morente aristocrazia, il cui sistema nervoso sovreccitato lo ha condotto al limite dell'esaurimento a seguito di una lunga sequenza di "esperimenti giovanili" dei piaceri sessuali più strani ed esotici.
Vive quasi da recluso in un'abitazione con le finestre gotiche, paramenti ecclesiastici, ampi tendaggi, biblioteche ricolme di tomi ponderosi della tarda antichità, bruciatori d'incensi, stampe ed oggetti orientali a profusione. Il gusto del bello e del genio diviene sicuro indizio di degenerazione: la bohème (movimento artistico).
Un decennio più tardi appare Degenerazione del medico ebreo-ungherese Max Nordau, dedicato appositamente alla divulgazione delle teorie degenerative: il carattere degenerato il quale si può manifestare attraverso la "pazzia morale", l'emotività esasperata, la spossatezza organica, il misticismo e l'isteria è prodotto dalla peculiarità della "vita moderna", che allontana dalla natura, sommerge d'informazioni, mantiene in uno stato di costante alterazione nervosa.
Risultato: le giovani generazioni sono tanto più raffinate quanto più deboli. I tratti degenerati vengono trasmessi alla prole; il futuro? Associazioni a favore del suicidio, alcolismo generalizzato e consumo di droga, il dilagare del "masochismo i cui cultori diverranno presto la maggioranza e vestiti come le donne: travestitismo ed effeminatezza.
Il futuro leader del sionismo avrebbe così contribuito sostanzialmente a creare l'archetipo e il mito dell'arte degenerata applicata dal nazionalsocialismo soprattutto ad ebrei e omosessuali: John Ruskin sarebbe stato "una mente delirante", i preraffaelliti dei "mentecatti". Una totale condanna sia del simbolismo che dell'avanguardia. Le cosiddette "nuove donne" poi "se volessero piacere ai degenerati dovrebbero indossare vestiti da uomo, monocolo, stivali con speroni e frustino, infine mostrarsi in pubblico con un grosso sigaro in bocca.

### Wilde e "l'amore che non osa pronunciare il suo nome"

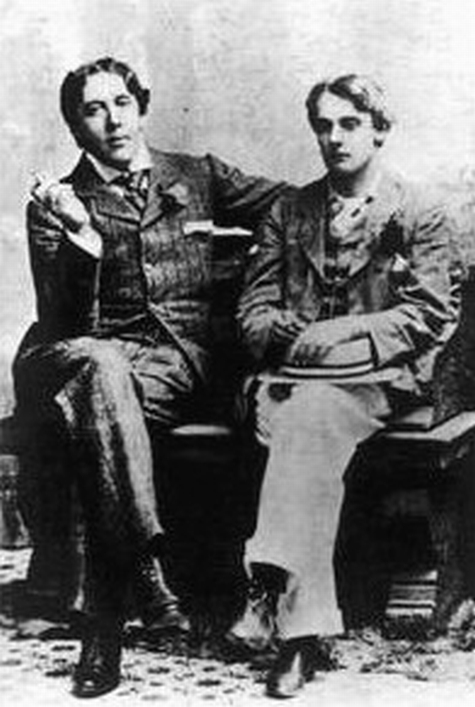
Wilde e Alfred Douglas (Bosie) nel 1893.

Già ne Il ritratto di Dorian Gray di questo autore vi sono alcune allusioni di tipo omosessuale; si tratta del complesso rapporto intercorrente tra il protagonista Dorian ed il pittore Basil Hallward. Il pittore ritiene che la bellezza del giovane Dorian viene presa come fonte d'ispirazione, affascinando così l'artista dalla sua personalità e fisicità sofferente; vedendo Dorian si trasformerà in un uomo cinico e crudele.
Allusioni simili possono ben riguardare anche i rapporti tra il bel ragazzo con Lord Wotton, colui che introduce nella buona società il giovane apprendista il quale, affascinato da tutti i misteri della vita e pieno di passione, cercherà ben presto di poter soddisfare in tutti i modi possibili i propri desideri; accompagnato da questi, Dorian contribuisce a far perdere la reputazioni a molti altri giovani, con i quali inizialmente lo ha collegato l'intimità, condivisa poi in disgusto.
Nel 1893 è apparso poi in terra inglese il romanzo Teleny, libro pornografico di autore o autori anonimi apertamente a tema omosessuale: Oscar Wilde, a cui è stata quasi subito attribuita almeno una parte della stesura originale, non ne ha mai ammesso apertamente la paternità, la qual cosa è ancora oggi motivo di serio dubbio, in particolare per le notevoli disuguaglianze di stile interne al testo.
Teleny narra senza mezzi termini, per quanto riguarda un romanzo di questo periodo, l'amore tra due uomini, un inglese di nome Camille De Grieux con il musicista ungherese di pianoforte protagonista Teleny; inizialmente, nonostante i sentimenti reciproci, la conoscenza intima tra i due subisce una rottura. Dopo qualche tempo si vengono ad incontrare nuovamente e la storia d'amore fiorisce ancora una volta; entrambi trovano l'amore nel reciproco dono di sé attraverso il piacere carnale, con un sofisticato erotismo che ben esprime la pienezza dei loro sentimenti.
Il tema della perversione sessuale non risulta qui nel fatto del loro amore appassionato tra maschi, bensì ciò che il loro ambiente d'appartenenza la costringerà ad essere, un amore che porterà ad inevitabile tragedia. Nel romanzo il lettore troverà anche una descrizione dell'ambiente gay metropolitano di quell'epoca vittoriana.
Inoltre, in due commedie del 1895, Un marito ideale e L'importanza di chiamarsi Ernesto Wilde ha dato varia espressione alle diverse preferenze sessuali dei suoi personaggi; la loro pubblicazione è divenuta un grande scandalo nel mondo artistico londinese ed è poco dopo servito come pretesto al padre dell'amante di Wilde, Lord Alfred Douglas, per accusarlo. Il processo che ne è seguito ha portato alla condanna del drammaturgo a due anni di lavori forzati e la permanenza in carcere, immortalata ne La ballata del carcere di Reading (ove si afferma "Ognuno uccide ciò che più ama"), rovinando permanentemente il fisico ed il morale dell'autore che si auto esiliò a Parigi fino alla morte avvenuta nel 1900.
Il De profundis era nel frattempo stato scritto nel 1897 come lettera-confessione al suo amato, per spiegare la causa dalla quale si creò tutto lo scandalo successivo. La lettera è stata scritta dal carcere, dopo la condanna definitiva a seguito dell'esser portato a giudizio dal padre di Douglas con l'accusa di pederastia e sodomia. Il titolo si riferisce alle parole del Salmo 130 iniziante proprio con l'espressione "De profundis" e che significa "dal profondo [dell'abisso]".

La lettera è una resa dei conti personale con la vita, una voce che ancora riesce ad uscire dal fondo dell'umiliazione e della disperazione, con la speranza di riuscire ad iniziare una nuova esistenza; la pubblicazione integrale del testo si è potuta avere solo dopo la morte dell'autore, mentre inizialmente venne utilizzata la copia di un testo elaborato dall'amico di Wilde Robert Ross: per molti intenditori e critici letterari questa è considerata l'apice della prosa wildiana. È anche la descrizione più esplicita dell'amore complicato e tragico tra due uomini in quel delicato momento storico; nell'introduzione Wilde scrive:

Quando gli venne chiesto in tribunale cosa fosse quest'amore di cui tanto parlava, rispose con una delle più alte dichiarazioni di omoerotismo mai espresse: 

### Altro
In Il conte di Montecristo di Alexandre Dumas: la ripugnanza provata dalla figlia del barone Danglars, Eugénie, nei confronti di tutti gli uomini e l'ambiguo rapporto che intrattiene con Louise d'Armilly, la sua migliore amica.
Il racconto La donna di Paul (1881) di Guy de Maupassant racconta della scoperta, da parte d'un giovane, del lesbismo della ragazza amata: ciò gli causerà una disperazione tale da condurlo al suicidio annegandosi.
Sébastien Roch (1890) di Octave Mirbeau narra la storia di un giovane che racconta le molestie di tipo sessuale subite quand'era niente più che un bambino, nel collegio religioso in cui viveva, da parte dei preti.

## XX secolo

### Claudine, eroina dei romanzi di Colette
L'eroina eponima della serie semi-autobiografica "Claudine" della scrittrice francese Colette è apertamente bisessuale. Nel primo libro intitolato Claudine a scuola (1900) la narratrice in prima persona racconta la sua fascinazione erotica, ricambiata, nei confronti dell'insegnante. In Claudine a Parigi (1901) vi è un personaggio gay effeminato di nome Marcel, amico e poi figliastro della protagonista. In Claudine sposata (1902) si racconta di una relazione avvenuta tra l'oramai donna adulta Claudine con un'americana, e anche nel successivo Claudine se ne va (1903) la protagonista fa innamorare di sé una giovane sposa.

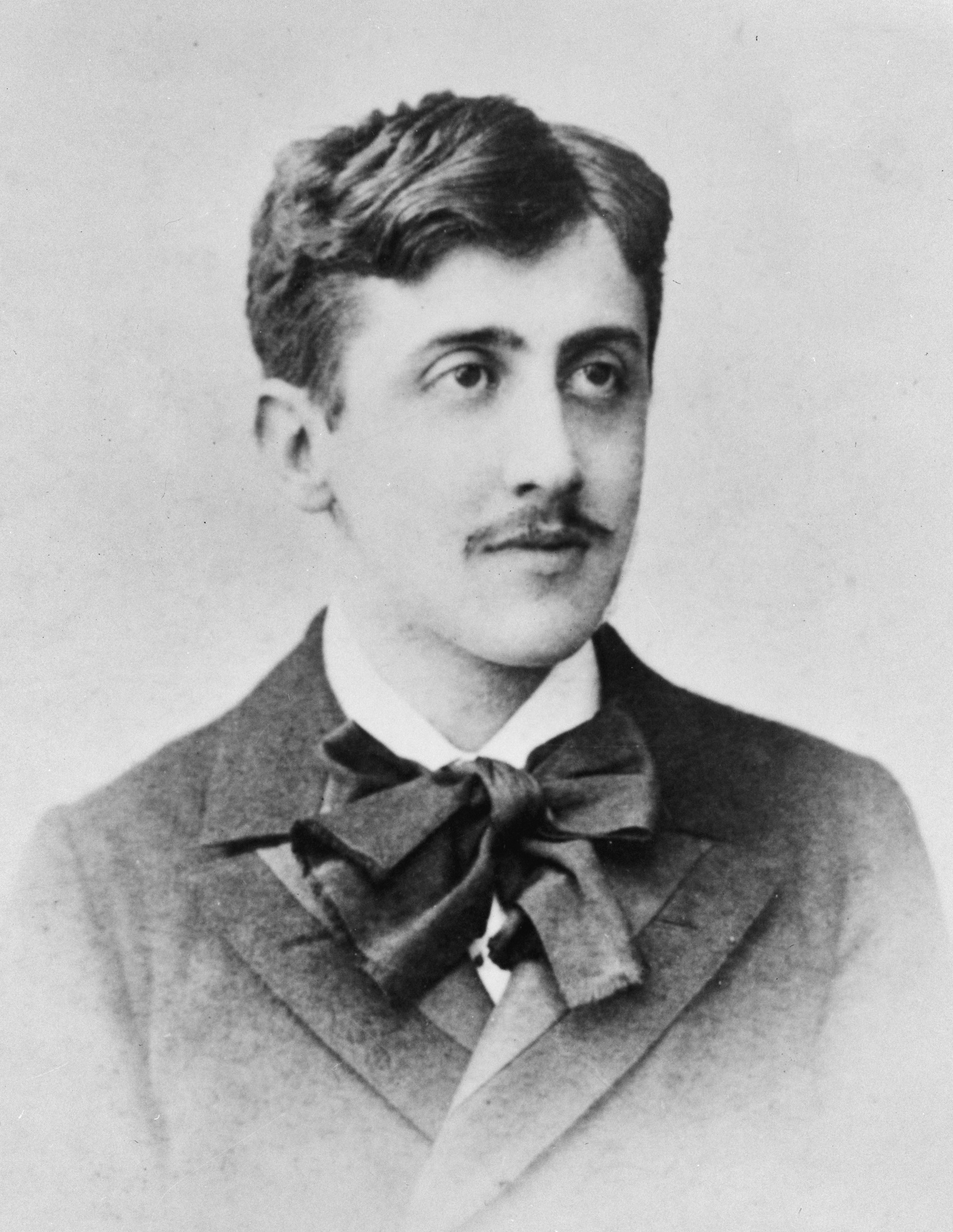
Ritratto di un giovane Marcel Proust.

### Relazioni omosessuali nelle opere di Proust
Una delle figure più importanti della letteratura a tematica LGBT è considerato il barone di Charlus, uno degli eroi di Alla ricerca del tempo perduto di Marcel Proust. Il barone, che appare soprattutto come indiscusso protagonista in Sodoma e Gomorra, è un uomo di alto lignaggio e di elevato status sociale, il che però non gli impedisce affatto di mantenere contatti informali con camerieri, fattorini e negozianti. Sappiamo anche che egli è in intima amicizia col violinista Morel; la rottura di questo rapporto lo getta nella più profonda e nera disperazione, spingendolo a cercare anonimi contatti sessuali al bordello di e per soli uomini e a pagare gli incontri con i soldati in congedo.
Nella stessa opera vi sono anche altri personaggi di tal fatta: Albertine Simonet ad esempio è tra le più celebri persone bisessuali, che tradisce il Narratore preferendogli, pare, la compagnia delle donne; ma anche la signorina Vinteuil, l'attrice Léa e la sua amica. Dopo la morte del padre, un severo insegnante di musica e autore affermato, la signorina Vinteuil non si fa scrupolo di non nascondere più la propria omosessualità, lasciando intendere che anche il padre potesse esserlo.

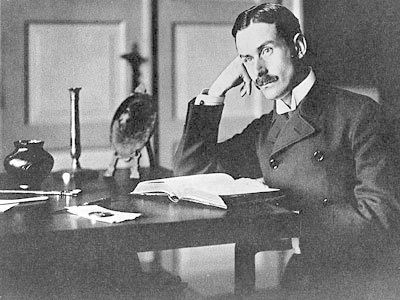
T. Mann nel 1905.

### Morte a Veneziadi Thomas Mann
La novella La morte a Venezia (1912) dell'autore tedesco Thomas Mann racconta la vicenda dello scrittore di mezza età Gustav von Aschenbach il quale decide di partire per un viaggio di riposo alla volta del lido di Venezia. Appena giunto scorge e s'innamora perdutamente di un ragazzino polacco di nome Tadzio, che si trova in villeggiatura assieme a tutta la famiglia.
Gustav comincia così a passare la maggior parte del tempo a sua disposizione sulla spiaggia e in hotel osservando con discrezione ma pur con somma attenzione il giovinetto; l'affetto nei confronti di Tadzio si presenta come amore platonico, suprema ammirazione davanti alla superiore beltà del preadolescente e la quale si esprime tra l'altro con un confronto con varie figure mitiche simboli di Bellezza.
Questo continua fino a quando Aschenbach inaspettatamente, attraverso delle fragole, rimane infettato dall'epidemia di colera che è appena giunta in città: la vista del bel Tadzio mentre gioca allegramente con gli amici coetanei sulla spiaggia sarà l'ultima immagine che gli mostreranno i suoi occhi prima di spegnersi per sempre.

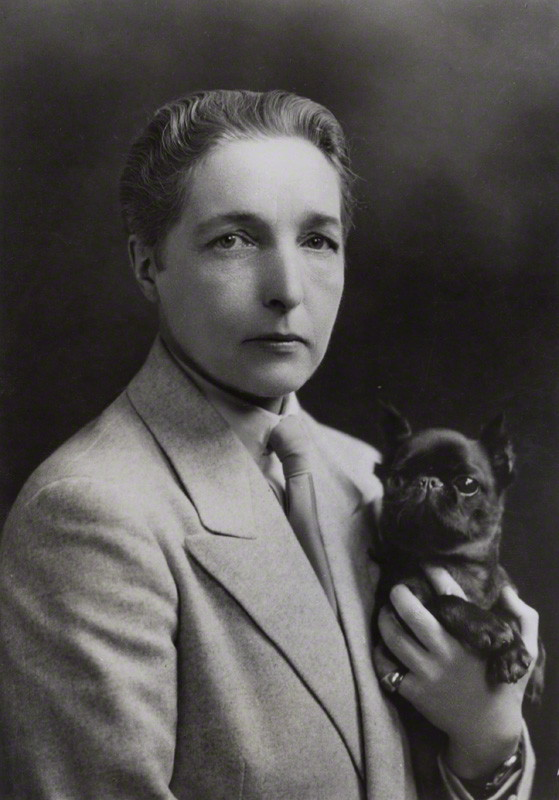
Una foto di Radclyffe Hall in abiti maschili nel 1930.

### Il pozzo della solitudinedi Radclyffe Hall
Quello che è passato alla storia come "Il primo romanzo moderno dichiaratamente su tematiche lesbiche" viene fatto pubblicare nel 1928 da Radclyffe Hall, figlia di un ministro dell'evangelicalismo: oltre ad essere lesbica voleva anche farlo sapere al mondo. "Suscitò crisi di panico collettivo e pertanto dovette quasi immediatamente essere ritirato dalla circolazione. Quel che non poteva venire tollerato era lo scrivere un intero libro sulla vita di una persona lesbica senza presentarla come peccatrice o quantomeno un'affamata di sesso".
La protagonista Stephen (così chiamata perché il padre desiderava un figlio maschio) cresce esattamente come la Jo di Piccole donne, un perfetto maschiaccio; giunge alla conclusione che l'omosessualità sia innata, frutto quindi di una predisposizione (secondo la teoria di Richard von Krafft-Ebing) la quale si manifesta in precise differenze anatomiche (muscolatura, altezza, fianchi) le quali provano la sua appartenenza al terzo sesso. Mary, una donna "normale", s'innamorerà di lei credendola un uomo.

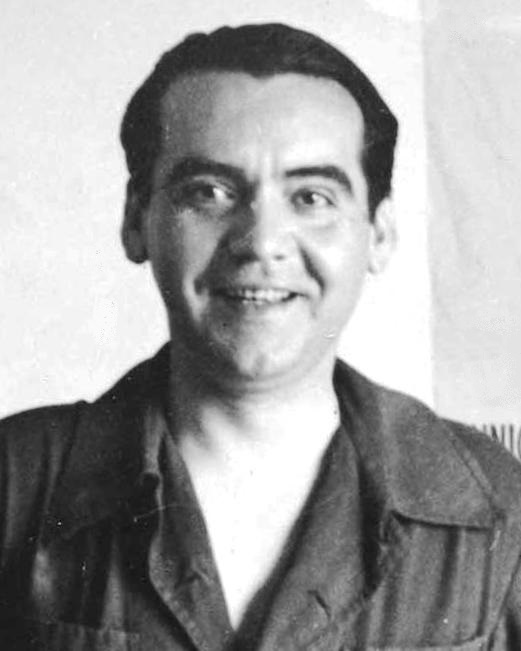
Federico García Lorca trentotto.

### La poesia

#### Lorca
I Sonetti dell'amore oscuro sono una breve raccolta di versi del poeta e drammaturgo spagnolo Federico García Lorca (1898-1936) e sono interamente dedicati all'omoerotismo e al desiderio omosessuale; sono stati pubblicati postumi soltanto a metà degli anni '80 del XX secolo.

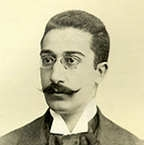
Ritratto di Kavafis nel 1900.

#### Kavafis
Tra le righe del prominente poeta greco-ellenistico Konstantinos Kavafis vi si possono trovare molti argomenti personali relativi alla propria passione omoerotica. L'amore nei suoi versi, seppur ardentemente professato, è segnato dalla consapevolezza del rifiuto sociale, la cui coscienza è il sentimento causa di solitudine e di una sorta di accerchiamento.

### Apologia dell'omosessualità e criminalità nelle opere di Genet
L'opera del poeta, scrittore e drammaturgo Jean Genet tocca in gran parte le questioni e i problemi riguardanti l'esclusione sociale e la mancanza di comprensione da parte del mondo che circonda i suoi variegati personaggi. Nella trama dei suoi romanzi si trovano descrizioni di serve, prostitute, emarginati di vario tipo, ladri e vagabondi, oltre che di relazioni omosessuali violente basate essenzialmente su una forte componente di sadomasochismo.
Genet non prova in alcun modo interesse verso le questioni sociali, ha invece chiara la necessità di articolare tutta la rabbia e i sentimenti umani più negativi di chi non ha sperimentato nella vita altro che umiliazione e rifiuto; persone che esistono in un mondo maledetto dalla buona borghesia del XX secolo. Gli eroi "invertiti" di Genet non chiedono infine mai alcuna comprensione o tanto meno pietà.
- Notre Dame des Fleurs. Questo romanzo è stato scritto da dietro le sbarre dopo che l'autore era stato condannato per vari furti, in maniera fortemente poetica e pieno di metafore racconta le storie erotiche e di vita quotidiana di un gruppo di ragazzi effeminati dediti alla prostituzione maschile e dei loro protettori (Mary, la "Madonna dei fiori", Mimosa" ed altri). La narrazione descrive tutto il fascino provato nei confronti del corpo maschile, posseduto in angoli bui e all'interno di bagni puzzolenti, ma vi sono anche descrizioni di stupri e risse e della masturbazione.
- Il miracolo della rosa. Contiene molti elementi autobiografici; tutto il fervente amore provato nei confronti degli uomini appare sempre in un mondo del tutto chiuso e tra personaggi forti e oscuri e che si ritrova ad essere il filo conduttore dell'intera storia. Il narratore, alter ego dell'autore, conduce il lettore attraverso la ridda di tali sentimenti, la fascinazione provata per le colonie di correzione e il carcere minorile e le colonie penali per i recidivi e gli assassini.
- Pompe funebri. Il tema è qui l'amore del protagonista nonché narratore per un bel ragazzo di nome Jean; il sentimento e il desiderio s'incontrano durante la prima ed unica notte trascorsa assieme, dando così sia una sensazione momentanea di felicità sia l'illusione di non trovarsi più tra le macerie di Parigi immersa nella seconda guerra mondiale; sono riusciti a trovare ed occupare uno spazio intimo del tutto separato dal corso esterno della storia bellica. Ma proprio poco prima del termine del conflitto Jean muore, tra l'euforia che corre per le strade inneggiando alla liberazione dagli occupanti tedeschi suonerà come triste requiem per l'eroe.
- Querelle de Brest. Lo sfondo di questo romanzo è il mare e il porto della città di Brest durante l'occupazione tedesca a seguito della campagna di Francia del 1940.
- Diario del ladro.

### Prosa americana pre-Stonewall
Nella prosa americana degli anni 1940-1970, cioè precedente alla data ufficiale della prima rivolta per la parità dei diritti conosciuta come moti di Stonewall è possibile trovare diversi artisti che si occupano di questioni e tematiche LGBT.
Nel 1948 Gore Vidal pubblica il suo primo romanzo intitolato La statua di sale (The City and the Pillar); è la storia di un ragazzo che per la prima volta durante il liceo si rende conto di provare un forte sentimento d'amore nei confronti di un suo amico. Per diversi anni continua a vivere in una situazione di "innamorato senza speranza", continuando a sognare una relazione impossibile. Alla fine il caso permetterà ai due d'incontrarsi nuovamente.

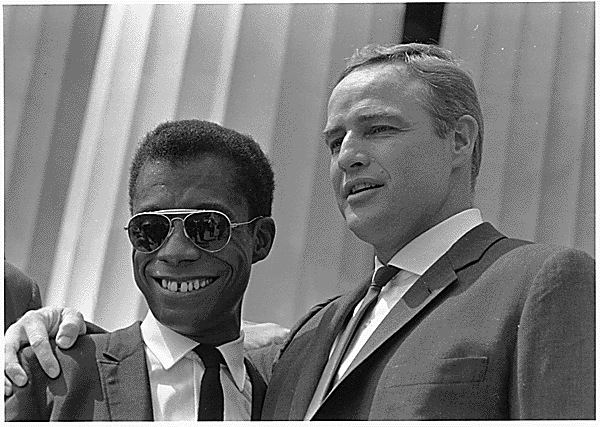
J. Baldwin assieme a Marlon Brando.

James Purdy con Rose e cenere.

### L'importanza di James Baldwin
James Baldwin:
- The Outing (Trip)
- Gridalo forte
- La camera di Giovanni
- Un altro mondo (Another Country)
- Dimmi da quanto è partito il treno
- Sulla mia testa.

### Prosa post-Stonewall
Pedro Almodóvar con Patty Diphusa.
Cyril Collard con Notti selvagge.
Joseph Gabriel con Przekwitający mak (1990).
Doris Zinn con Mój syn kocha mężczyzn ("Mio figlio ama gli uomini").

### Coming out e autobiografie
Tra gli scrittori statunitensi contemporanei Edmund White è considerato uno dei maggiori autori di narrativa ed autobiografia a tema LGBT, con Un giovane americano.
Reinaldo Arenas con Prima che sia notte (1992).

### La crisi dell'AIDS nella letteratura
Lo scrittore americano Paul Monette dedicò al compagno morto di AIDS il libro di poesie Love Alone: 18 Elegies for Rog (1987) e Borrowed Time: An AIDS Memoir ("Tempo preso in prestito: un memoriale legato all'Aids"), che divenne un best seller nel 1988. Alla fine degli anni'80 accennano al tema dell'AIDS l'autore francese Cyril Collard con Le notti selvagge (1989) e l'italiano Pier Vittorio Tondelli con Camere separate (1989). Con gli anni '90 il tema dell'AIDS diviene centrale in alcuni autori come gli scrittori francesi Hervè Guibert con All’amico che non mi ha salvato la vita, seguito da Le regole della pietà (1991) e Citomegalovirus. Diario d'ospedale (1992), e Giles Barbedette con Memorie di un giovane uomo divenuto vecchio. Brett Shapiro e Giovanni Forti con il romanzo L’intruso raccontano come l'arrivo dell'AIDS abbia sconvolto la loro famiglia, lo scrittore italiano Alessandro Golinelli pubblica nel 1995 il romanzo Kurt sta facendo la farfalla.

### Il teatro

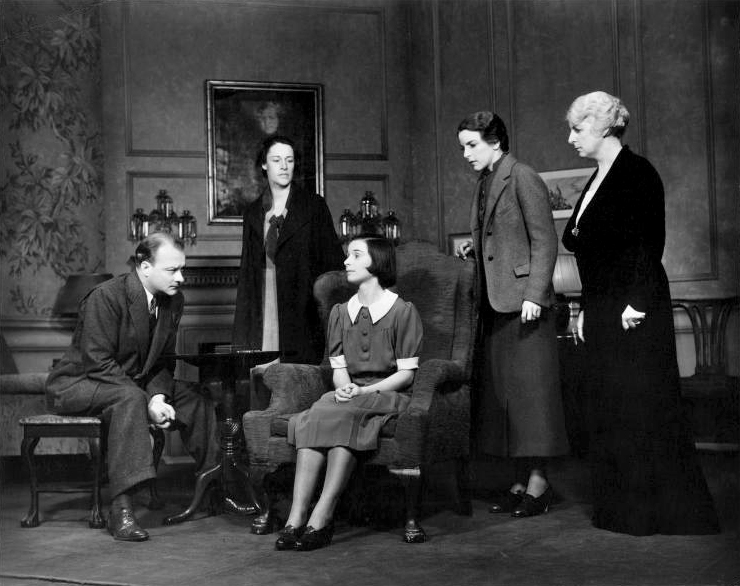
La calunnia in scena a Broadway nel 1935.

Tematiche LGBT cominciarono ad essere portate in scena a teatro con una certa regolarità a partire dall'inizio del XX secolo, per quanto nei primi decenni la messa in scena di queste opere dovette affrontare gravi difficoltà a causa della censura. Nel 1907 Dio della vendetta di Sholem Asch fece il suo debutto a Berlino, facendosi notare non solo per essere la prima opera teatrale in Yiddish ad essere portata in scena in tutta Europa, ma anche per le sue tematiche saffiche, dato che la relazione centrale del dramma è quella tra la giovane Rivkele e la prostituta Menke. L'ambientazione e le tematiche del testo suscitarono un grande interesse di critica e pubblico nelle maggiori capitali europee, anche se la prima statunitense nel 1907 fu caratterizzato dallo scandalo e dall'eliminazione delle scene di natura saffica. Alcuni anni dopo, nel 1926, una situazione analoga si ripeté con La prigioniera di Édouard Bourdet, un'altra pièce con una particolare attenzione al lesbismo. Dopo fortunati allestimenti a Parigi e Vienna, l'opera fu riproposta a Broadway, dove attirò l'attenzione di un vasto pubblico femminile ma anche le ire dei conservatori, tanto che la pièce fu accusata di oscenità e la polizia irruppe in sala durante una rappresentazione per arrestare il cast. In Italia la messa in scena dell'opera fu proibita dal regime fascista e La prigioniera ebbe la sua prima solo nel 1944. Nel 1934 debuttò a Broadway il dramma di Lillian Hellman La calunnia, un successo da quasi settecento rappresentazioni incentrato sull'amicizia di due insegnanti, una delle quali innamorata dell'altra.
Negli anni quaranta e cinquanta è Tennessee Williams a portare l'omosessualità in scena a Broadway. Nel 1947 il suo dramma Un tram che si chiama Desiderio presenta una protagonista, Blanche DuBois, rimasta vedova dopo che il marito Allan si è suicidato una volta che la sua omosessualità era stata scoperta (anche se i riferimenti alla sessualità del marito di Blanche verranno rimossi dalla sceneggiatura dell'adattamento cinematografico firmato da Elia Kazan nel 1951); nel 1955 La gatta sul tetto che scotta suggerisce che il protagonista non voglia avere rapporti con la moglie perché omosessuale e innamorato di un compagno di squadra morto (anche in questo caso la tematiche omosessuale viene eliminata nella trasposizione sul grande schermo con Elizabeth Taylor e Paul Newman). La tematica gay è presente anche Improvvisamente l'estate scorsa (1958), in cui l'anziana Violet vuol far lobotomizzare la nipote affinché non riveli la verità sulla sessualità del figlio morto. Williams avrebbe continuato a trattare tematiche LGBT per il resto della sua carriera, scrivendo racconti (La notte dell'iguana, L'Apollo monco) e opere teatrali con protagonisti omosessuali: particolarmente esplicita è l'omosessualità dei personaggi di Vieux Carré (1977), mentre in The Seven Descents of Myrtle (1968) uno dei personaggi principali è una donna transgender. Già dalla fine degli anni sessanta la voce di Williams non era più l'unica a nutrire un profondo interesse nelle diverse sfaccettature della sessualità umana. Nel 1968, infatti, The Boys in the Band di Mart Crowley ebbe la sua prima dell'Off-Broadway: l'opera viene considerato un testo fondamentale del teatro LGBT per la sua esplicita rappresentazione di un gruppo di uomini gay e da essa fu tratto il film Festa per il compleanno del caro amico Harold, il primo film hollywoodiano a trattare apertamente il tema dell'omosessualità.
Intanto nel Regno Unito le tematiche LGBT faticavano ad emergere nel panorama teatrale a causa della forte censura esercitata dall'ufficio del Loro Ciambellano, il cui veto ebbe potere assoluto sulle scene londinesi fino alla fine degli anni sessanta, in concomitanza con la decriminalizzazione dell'omosessualità. L'impossibilità di trattare apertamente tematiche omosessuali non impedì ad alcuni commediografi di affrontare questi temi in via più soffusa o metaforica: ne Il vortice di Noël Coward (1924), per esempio, la dipendenza da oppiacei del protagonista viene vista dai critici come una vellata allegoria all'omosessualità. Il cambio di rotta avvenne negli anni sessanta grazie prevalentemente a Joe Orton, che ottenne un grande successo di pubblico con commedie drammatiche interessate alla bisessualità. Entertaining Mr Sloane (1964), ad esempio, parla del ménage à trois che viene a formarsi tra un criminale in fuga e la coppia che lo aiuta a nascondersi dalla giustizia, mentre ne Il malloppo (1965) la bisessualità è ancora una volta una tematica ricorrente. L'opera di Orton contribuì alla prolificazione di personaggi omosessuali in opere teatrali britanniche a partire dalla seconda metà degli anni sessanta, come ad esempio in Black Comedy di Peter Shaffer (1965) e Total Eclipse di Christopher Hampton (1968), incentrata sulla relazione tra Verlaine e Rimbaud. Dagli anni settanta l'omosessualità cominciò a diventare un tema ricorrente in numerose opere teatrali che godettero di grande successo sulle scene londinesi: nel 1978 Bent di Martin Sherman raccontò le persecuzioni contro gli omosessuali nella Germania nazista, nel 1981 Julian Mitchell portò in scena l'omosessualità nei collegi inglesi nella sua pièce Another Country, mentre nel 1986 Hugh Whitemore narrò la vita di Alan Turing in Breaking the Code (1986). Nel 1982 intanto Kevin Elyot portò in scena per la prima volta del sesso gay (incluso l'anilingus) nella commedia drammatica Coming Clean, debuttata al Bush Theatre di Londra.

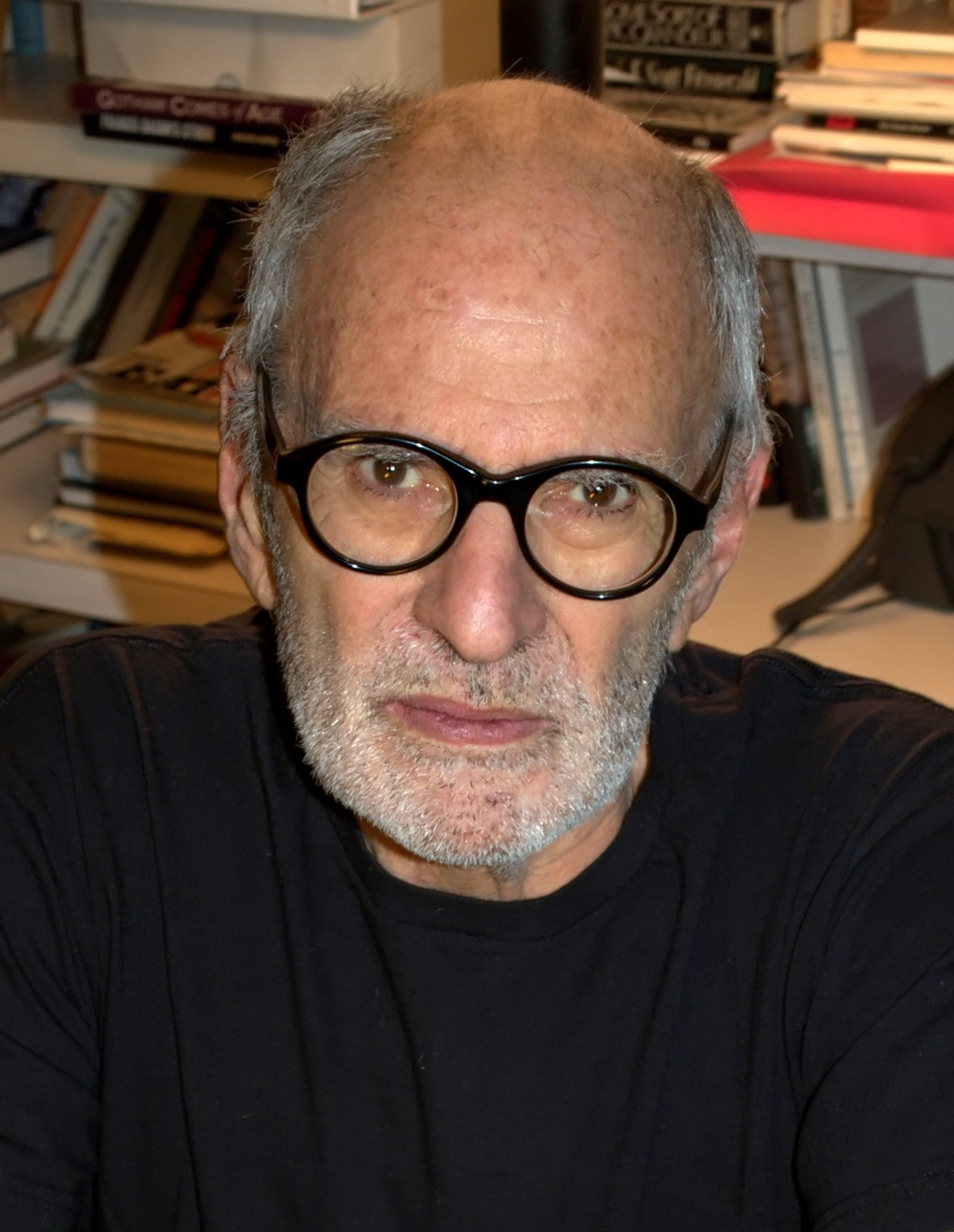
Larry Kramer

La crisi dell'AIDS ebbe un forte impatto anche nel mondo del teatro statunitense e britannico, dove numerose nuove opere teatrali cominciarono a parlare non solo dell'epidemia, ma anche dell'indifferenza del governo americano nei confronti degli omosessuali ammalati. Nel 1985 As Is di William M. Hoffman fu la prima pièce a parlare dell'HIV, seguita pochi mesi dopo da The Normal Heart di Larry Kramer, un dramma che ebbe un forte impatto sul panorama teatrale newyorchese anche grazie a vigoroso attivismo politico e sociale di Kramer. Nei dieci anni successivi l'AIDS divenne uno dei temi dominati del teatro LGBT, come attestano Eastern Standard di Richard Greenberg (1988), The Baltimore Waltz di Paula Vogel (1992), il musical Falsettos di William Finn e James Lapine (1992), Jeffrey di Paul Rudnick (1992), The Destiny of Me di Larry Kramer (1992), My Night with Reg di Kevin Elyot (1994) e Love! Valour! Compassion! di Terrence McNally (1994). Il maggiore dei drammi ad occuparsi della crisi dell'AIDS negli Stati Uniti fu Angels in America - Fantasia gay su temi nazionali di Tony Kushner, un'opera teatrale in due parti premiata con il Premio Pulitzer per la drammaturgia e tue Tony Award alla migliore opera teatrale. Tre anni più tardi, nel 1996, il Premio Pulitzer per la drammaturgia fu vinto dal musical di Jonathan Larson Rent, incentrato sugli effetti della gentrificazione e dell'AIDS su una comunità di giovani artisti (alcuni dei quali bisessuali e transgeder) nel Greenwich Village.
Nel corso del Novecento, tematiche omosessuali hanno occupato uno spazio di rilievo anche in opere di Edward Albee (The Ballad of the Sad Cafe, Finding the Sun, The Lorca Play, Tre donne alte), Sarah Kane (Cleansed, Blasted), Terrence McNally (Corpus Christi, The Lisbon Traviata, The Ritz, A Perfect Ganesh), Harvey Fierstein (La Cage aux Folles, Torch Song Trilogy), David Hare (Racing Demon, The Judas Kiss), Shelagh Delaney (Sapore di miele), Frank Wedekind (Risveglio di primavera), John Guare (Sei gradi di separazione), Lanford Wilson (Fifth of July, Burn This), Ronald Harwood (Servo di scena), Caryl Churchill (Settimo cielo), Simone Benmussa (La singolare vita di Albert Nobbs), Ira Levin (Trappola mortale), Moisés Kaufman (The Laramie Project, Atti osceni - I tre processi di Oscar Wilde), Tom Stoppard (L'invenzione dell'amore), Federico García Lorca (Il pubblico) e Bertolt Brecht (Vita di Edoardo Secondo d'Inghilterra).

### Manga e Anime
I manga sono una forma popolare di fumetti giapponesi; con una base simile rispetto allo stile sono anche gli anime ovvero l'animazione nipponica, che spesso è anche il suo adattamento cinematografico. Tra i manga yaoi l'aspetto che spicca maggiormente e su cui la storia si concentra sono proprio i rapporti sentimentali ed erotici che intercorrono tra i protagonisti maschi.
La sua varietà più romantica e meno incentrata sull'erotismo è rappresentata dallo Shōnen'ai, In alcuni yaoi i ruoli rispettivi dei partner sono stereotipati, suddividendosi in uke (manga) (il più giovane e amato) e seme (manga) (l'adulto e amante); il primo è più effeminato e passivo mentre il secondo è più maschile e attivo.
La versione femminile dello yaoi è costituita dallo yuri, dove protagoniste sono generalmente due giovani ragazze che instaurano tra di loro un rapporto d'amore; la sua varietà più romantica è rappresentata dallo Shōjo-ai.
- Il cuneo dell'amore. L'azione si svolge nel futuro e la società del pianeta è suddivisa in caste di appartenenza, di cui la più alta sono i blondies, mentre le persone più umili sono quelle con i capelli neri. La percentuale di donne presenti è minima e per prevenire la miscelazione di classe non si verifica più quasi nessuna riproduzione naturale; in questo contesto uno dei membri dell'élite s'innamora di un ragazzo di bassa casta e ne fa il suo "animaletto domestico".
- Zetsuai 1989
- Il poema del vento e degli alberi. Siamo nella Francia del XIX secolo in una scuola elitaria per ragazzi; il quattordicenne Serge, nuovo studente di origine zingara, viene a sapere che il suo prossimo compagno di stanza sarà Gilbert, famoso per la sua bellezza e per il fatto che non disdegna di andare a letto con gli studenti più grandi. Serge vorrà così convincere Gilbert a cambiare il proprio comportamento.
- Fake: Un'indagine confidenziale. È la storia di due giovani poliziotti di New York che intrecciano una relazione sentimentale.
- Kizuna. I personaggi principali sono un paio di studenti gay che vivono assieme, uno è un ex campione nel kendō mentre l'altro è il figlio di un boss della yakuza.
- Gravitation. È la storia di un giovane cantante che un giorno, passeggiando nel parco in cerca d'ispirazione, incontra un famoso autore di romanzi; iniziano così una relazione sentimentale.
- Loveless (manga). Siamo in un mondo dove le persone posseggono orecchie da gatto e la coda, che cade quando si perde la verginità; narra il rapporto che intercorre tra un dodicenne e un ragazzo di vent'anni.
- New York, New York (manga). Un poliziotto newyorkese nasconde accuratamente il fatto di essere gay; non è interessato ad instaurare rapporti solidi, fino a che non incontra un collega che finisce per cambiargli la vita. Il manga si muove entro temi come la vita in clandestinità, il coming out, l'AIDS.

### Altri
- Orlando, romanzo di Virginia Woolf, 1928.
- Il nome della rosa di Umberto Eco, 1980, ambientato all'interno d'un'abbazia medioevale; in uno scenario cupo e misterioso si dipanano i fili narrativi riguardanti, tra le altre cose, anche le pratiche omosessuali intercorrenti tra i monaci benedettini che vi risiedono.
- Robert McLiam Wilson[Con quale/quali testo/testi?!]
- Annie Proulx con Gente del Wyoming.
- Michel Faber con Sotto la pelle.

## XXI Secolo
Nel panorama della narrativa internazionale abbiamo André Aciman con Chiamami col tuo nome (2007) e Cercami (2020), Madeline Miller con La canzone di Achille (2012), Hanya Yanagihara con Una vita come tante (2015), Philippe Besson con Non mentirmi (2018), Paul Mendez con Latte arcobaleno (2020).
In Italia:
- Aa. Vv., Principesse azzurre (2003), Principesse azzurre 2 (2004), Principesse azzurre 3 (2005), Principesse azzurre crescono (2006)
- John Green e David Levithan con Will ti presento Will.
- Cristiana Alicata, Quattro (2006), Verrai a trovarmi d’inverno (2011)[79]
- Vladimir Luxuria, Le favole non dette (Bompiani, 2009)
- Jonathan Bazzi, Febbre (2019)
- Giancarlo Pastore, Un giorno uno di noi (2020).

## Miscellanee (XX e XXI secolo)
- Dominique Fernandez, Il ratto di Ganimede - La presenza omosessuale nell'arte e nella società, Tascabili Bompiani, 1991, isbn 88-452-5208-6
- Laura Laurenzi, Liberi di amare. Grandi passioni omosessuali del Novecento, Bureau Biblioteca Universale Rizzoli, 2007
- Robert Aldrich (a cura di), Vita e cultura gay - Storia universale dell'omosessualità dall'antichità a oggi, Cicero, Venezia, 2007[80]
- Valeria Palumbo, Svestite da uomo, Rizzoli, 2013, isbn 88-89632-09-7
- Giovanni Dall'Orto, Tutta un'altra storia. L'omosessualità dall'antichità al secondo dopoguerra, Il saggiatore, 2015.